# Zgierz
Zgierz – miasto w Polsce w województwie łódzkim, siedziba powiatu zgierskiego. Leży nad Bzurą. Graniczy od południa z Łodzią i wchodzi w skład aglomeracji łódzkiej. W latach 1975–1998 miasto administracyjnie należało do ówczesnego województwa łódzkiego. Po reformie administracyjnej w 1999 znalazło się w granicach nowego województwa łódzkiego. Zgierz uzyskał prawa miejskie przed rokiem 1288 i jest jednym z najstarszych miast w regionie.
Był miastem królewskim Korony Królestwa Polskiego w starostwie łęczyckim w powiecie łęczyckim województwa łęczyckiego w końcu XVI wieku.
Podczas II wojny światowej na obszarze ziem polskich włączonych do III Rzeszy w „Warthegau” („Kraj Warty”) pod nazwą Görnau.
Najczęściej używana jest gwara łódzka z silniej zaznaczonymi rusycyzmami i germanizmami.
Według danych GUS na dzień 31 grudnia 2023 r. miasto zamieszkiwały 53 543 osoby.
Miasto posiada połączenie tramwajowe ze stolicą województwa Łodzią, poprzez łódzki tramwaj linii nr 45 jeżdżący z Placu Kilińskiego przez łódzki Plac Wolności do krańcówki Telefoniczna Zajezdnia w Łodzi.
W latach 1922 – 2018 przez miasto przebiegała trasa najdłuższej linii tramwajowej w Polsce której trasa wiodła z Łodzi przez Zgierz do Ozorkowa.

## Geografia

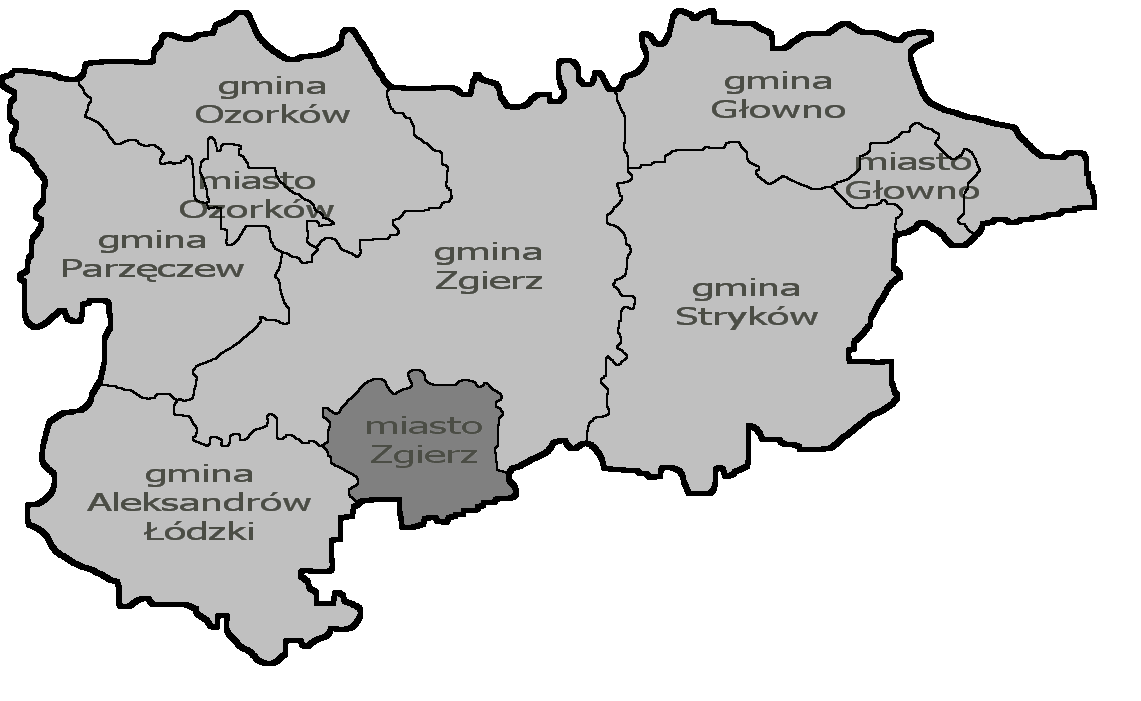
Położenie miasta na mapie powiatu

Podział na jednostki pomocnicze gminy (osiedla)

### Położenie i obszar
Według danych z roku 2007 Zgierz ma obszar 42,33 km², w tym:
- użytki rolne: 42%
- użytki leśne: 17%

Miasto stanowi 4,95% powierzchni powiatu.
Pod względem administracyjnym Zgierz jest gminą miejską. Na obszarze Zgierza utworzono 11 jednostek pomocniczych gminy zwanych osiedlami.
Zgierz leży w historycznej ziemi łęczyckiej.

## Demografia

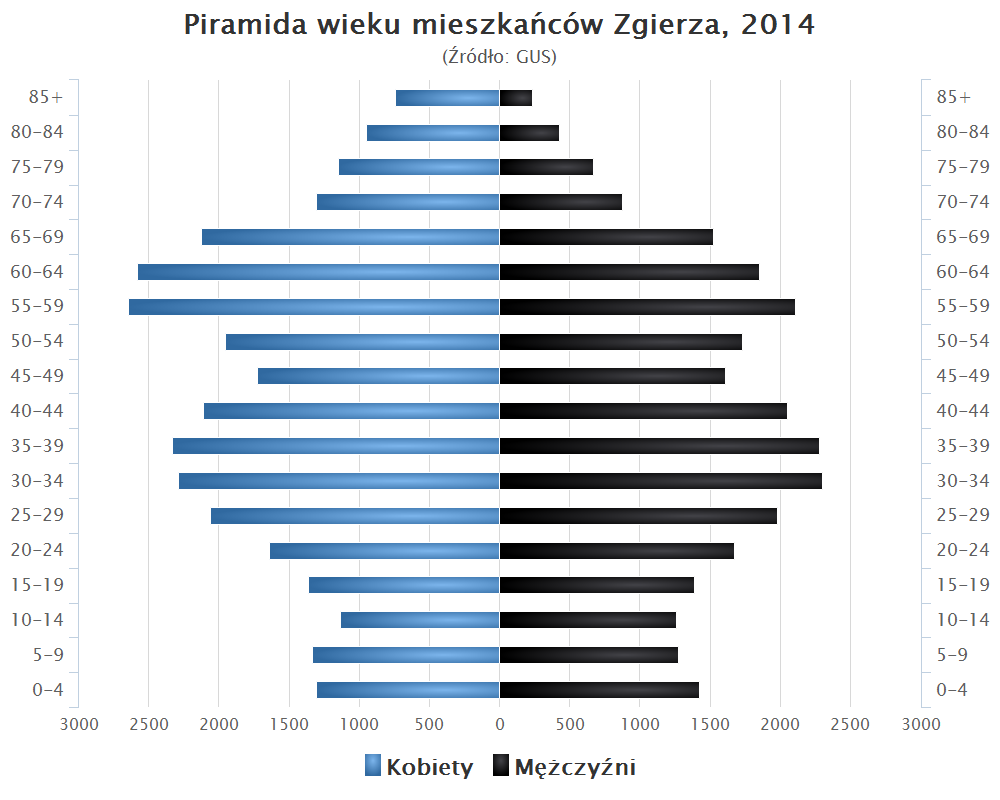
Piramida wieku mieszkańców Zgierza w 2014 roku

Dane z 31 grudnia 2023:
| Opis      | Ogółem | Ogółem | Kobiety | Kobiety | Mężczyźni | Mężczyźni |
| --------- | ------ | ------ | ------- | ------- | --------- | --------- |
| Jednostka | osób   | %      | osób    | %       | osób      | %         |
| Populacja | 53 543 | 100    | 28 621  | 53,45   | 24 922    | 46,55     |

## Historia

### Nazwa miasta
Nie wiadomo, skąd pochodzi nazwa miasta. Przypuszcza się, że nazwa Zgierz pochodzi od miejsca zgorzałego, miejsca wypalania ogni ofiarnych lub od miejsca po wypalonym lesie. W starych dokumentach miasto nazywane jest Zguyr, Sguir, Segey i Shegrz.

### Kalendarium

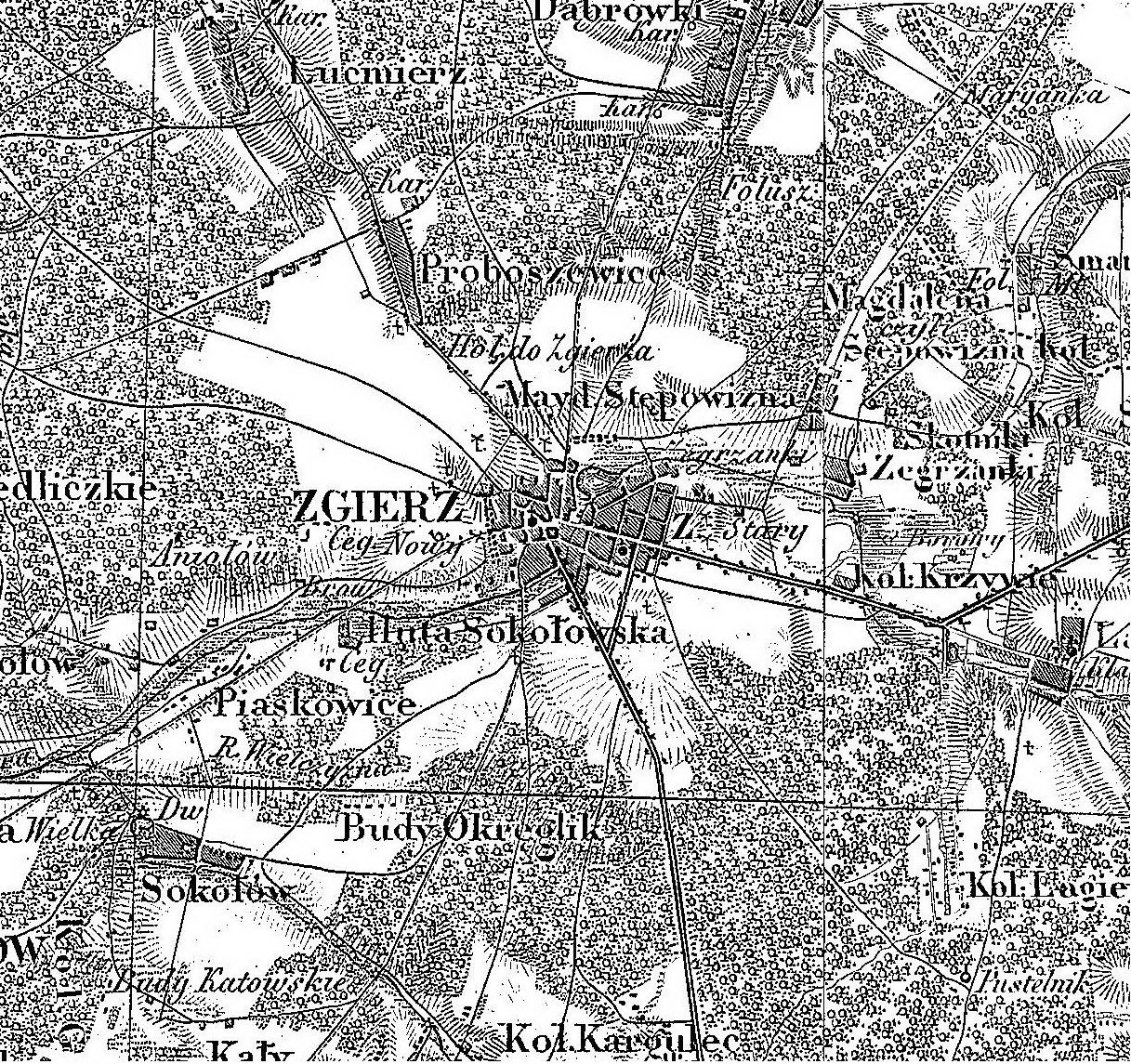
Okolice Zgierza na tzw. mapie Kwatermistrzostwa WP z lat 1822–1843

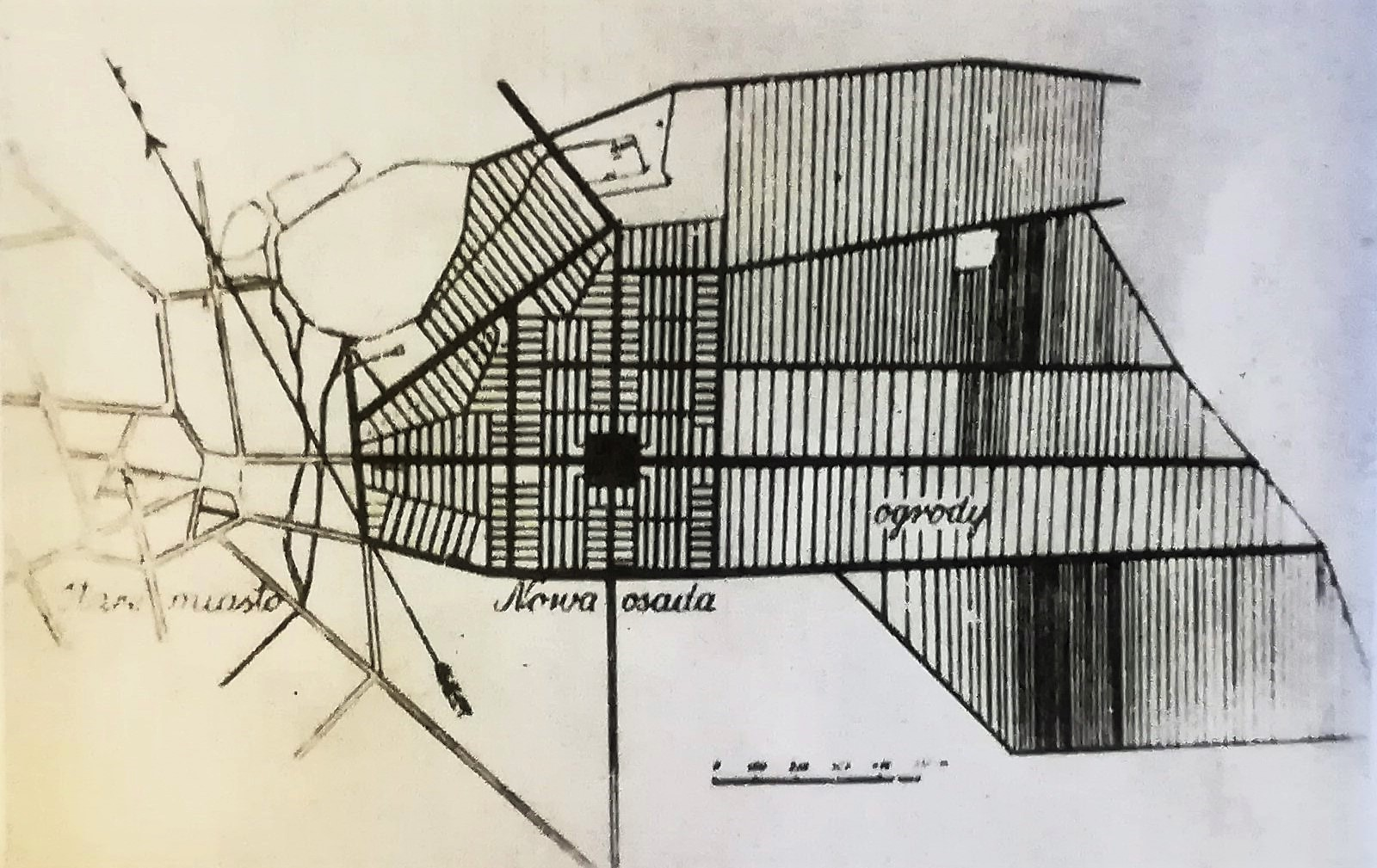
Plan Zgierza z 1821

- 1231: pierwsze pisane wzmianki o Zgierzu.
- przed 1288 prawa miejskie.
- 1420: potwierdzenie przez króla Władysława Jagiełłę praw miejskich.
- 1504: nadanie praw cotygodniowych targów w poniedziałki i jarmarków w dzień św. Katarzyny, Zielone Świątki oraz Niedzielę Palmową.
- XVII w.: utworzenie starostwa zgierskiego.
- 1643: zostaje wzniesiony przez księdza Wawrzyńca Kowalika kościółek drewniany pod wezwaniem św. Wawrzyńca, pierwotnie usytuowany między obecnymi ulicami Aleksandrowską i 3 Maja. Odbudowany po pożarze w 1780 r., niewiele później przeniesiony na cmentarz katolicki.
- 1659: król Jan Kazimierz obdarzył rotmistrza pancernego Stanisława Wężyka dzierżawą zgierską zwaną także starostwem niegrodowym, w skład którego wchodziły: miasto Zgierz, miasteczko Dąbie i wsie: Zegrzany, Kargolec (Krogulec), Szczawiny (Szczawin) i Szeligi oraz później część Dąbrówek.
- 1792: przeniesienie do Zgierza sejmików poselskich powiatu brzezińsko-inowłodzkiego.
- 1793: po II rozbiorze miasto znalazło się pod zaborem pruskim, w prowincji nazwanej Prusy Południowe.
- 1807: przyłączenie Zgierza do Księstwa Warszawskiego utworzonego z ziem drugiego, trzeciego i części pierwszego zaboru pruskiego.
- 1815: przyłączenie Zgierza do Królestwa Polskiego w zaborze rosyjskim.
- 30 marca 1821: zawarcie tzw. „umowy zgierskiej” – stanowiącej prawa i obowiązki osiedlenia się na terenie miasta 300 zagranicznych sukienników (zachęcała do osiedlania się i dawała liczne przywileje imigrantom).
- 1822: Jan Fryderyk Zachert zakłada pierwszą manufakturę tkacką w Zgierzu.
- 1826: bunt czeladzi i wyrobników fabrycznych[12]
- 1829: Zgierz otrzymał prawa i przywileje przysługujące miastom wojewódzkim, odtąd urząd municypalny składał się z prezydenta i radnych, którzy przejęli obowiązki burmistrza i ławników.
- I połowa XIX w.: powstanie przemysłu włókienniczego – rozwój miasta.
- 1830: w czasie powstania powstaje Straż Bezpieczeństwa w liczbie 903 obywateli, na jej czele stanął były kapitan Antoni Dąbrowski.
- 1831: Zgierz staje się głównym ośrodkiem produkcji sukienniczej w kraju.

- 19 stycznia 1901: uruchomienie połączenia tramwajowego z Łodzią.
- 15 listopada 1902: uruchomienie połączenia kolejowego w ramach Kolei Warszawsko-Kaliskiej.
- 9 kwietnia 1922: uruchomienie komunikacji z trakcją parową na trasie Zgierz-Ozorków (późniejsza linia tramwajowa).
- 1926: uruchomienie połączeń kolejowych do Kutna.
- 1926: komunikacja tramwajowa z Ozorkowem (zelektryfikowanie trakcji parowej).
- 1931: otwarcie linii kolejowej do stacji Łódź Widzew.
- 1933: Zgierz został wydzielony z powiatu łódzkiego i utworzył samodzielny powiat grodzki.
- 3–5 września 1939: naloty bombowe niemieckiej Luftwaffe (m.in. doszczętnie zbombardowany został kościół ewangelicki).
- 6 września 1939: ewakuacja polskich władz: policja, straż pożarna i urzędnicy magistratu w pośpiechu opuścili miasto.
- 7 września 1939: wkroczenie wojsk niemieckich do miasta.
- 10 września 1939: podpalenie synagogi przez Niemców.
- 26 grudnia 1939: rozpoczęcie likwidacji społeczności żydowskiej Zgierza – wysiedlenie do Głowna (GG) nie do Łodzi[13]. Księga Zgierza, Tow. Ochrony Kultury Zgierza, 2009
- 1940: miasto zostało włączone do Kraju Warty.

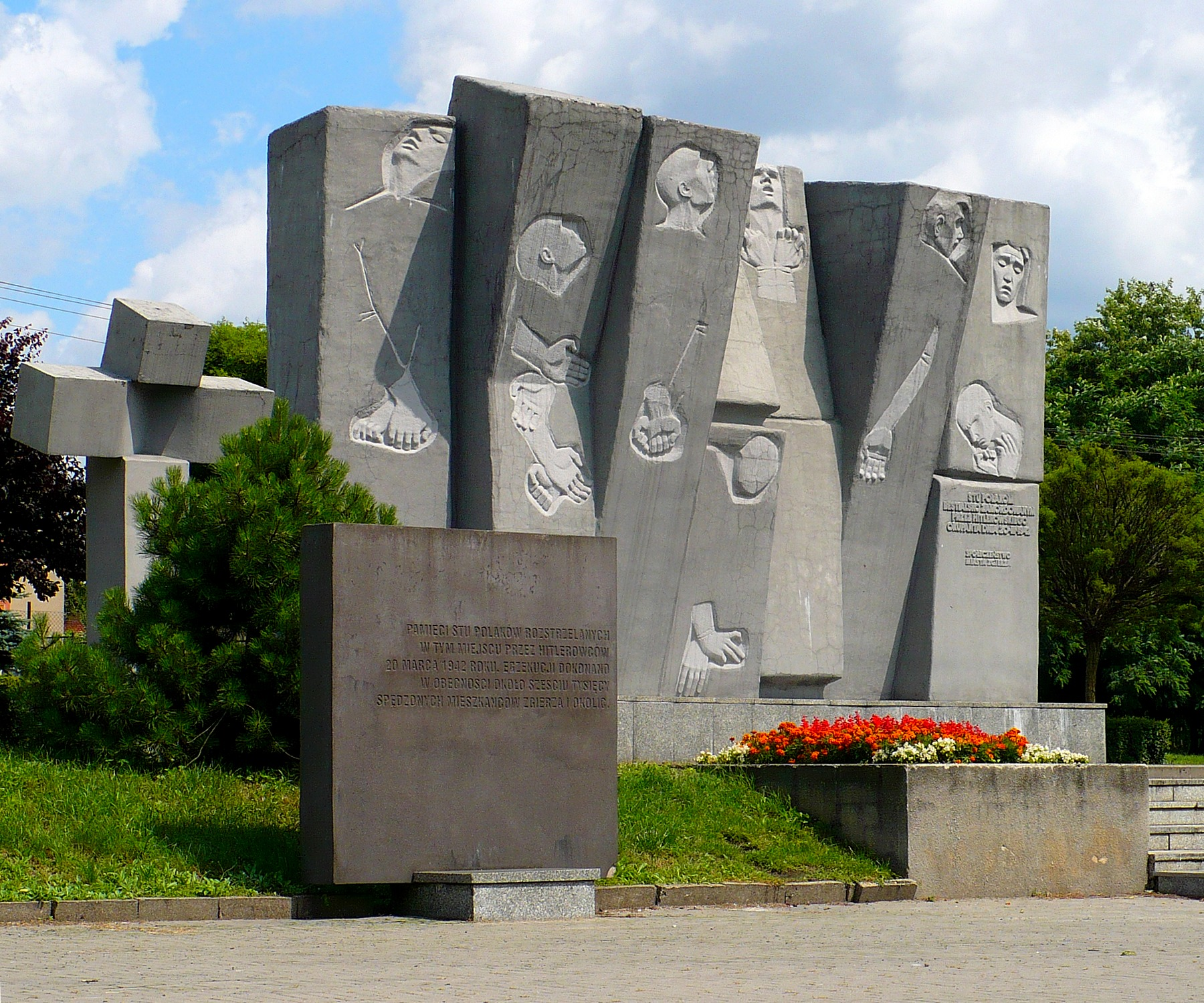
Pomnik na placu Stu Straconych

- 20 marca 1942: publiczna egzekucja 100 Polaków.
- 1943: władze niemieckie zmieniły nazwę miasta na Görnau.
- 17 stycznia 1945: zdobycie miasta przez oddziały 8 Korpusu Zmechanizowanego Gwardii i 29 Korpusu Piechoty Gwardii 1 Frontu Białoruskiego Armii Czerwonej[14].
- 15 marca 1965: otwarcie szpitala wojewódzkiego, jednego z największych w województwie łódzkim.
- 1 czerwca 1975: w wyniku reformy administracyjnej miasto straciło status powiatu miejskiego.
- 1988: przyłączono okoliczne wsie (Piaskowice, Aniołów (obecnie osiedle Piaskowice-Aniołów), Krogulec, Kontrewers, Lućmierz i Proboszczewice) zwiększając znacznie powierzchnię miasta.
- 1 stycznia 1999: kolejna reforma administracyjna – Zgierz staje się siedzibą powiatu zgierskiego.

### Podział administracyjny

#### Dzielnice
- Nowe Miasto
- Stare Miasto
- Przybyłów
- Rudunki
- Krzywie – Chełmy
- Proboszczewice – Lućmierz
- Podleśna
- Piaskowice – Aniołów
- Kurak
- Chełmy – Adelmówek
- 650 Lecia

#### Osiedla
- Osiedle Mieszkaniowe im. Stanisława Dubois[15]
- Osiedle Mieszkaniowe im. Generała Władysława Sikorskiego[15]
- Osiedle Mieszkaniowe im. Stefana Cezaka[15]
- Osiedle Mieszkaniowe im. Jana Pietrusińskiego[16]
- Osiedle Mieszkaniowe im. Stefana Okrzei[17]
- Osiedla Mieszkaniowe 650 Lecia[15]
- Osiedle Mieszkaniowe „Spacerowa” przy ul. Spacerowej[15]
- Osiedle Mieszkaniowe „Kolejowa” przy ul. Kolejowej[15]

### Historyczne wzmianki związane ze Zgierzem
- W 1255 Kazimierz Kondratowic, książę łęczycki i kujawski wydaje we wsi Męka (sieradzkie) dokument lokacyjny dla Warty, w którym pośród świadków jest wymieniony Aleksy kapelan ze Zgierza,
- 8 lipca 1295 w dokumencie Władysława Łokietka księcia kujawskiego, łęczyckiego i sieradzkiego jest wymieniony pośród świadków „Jaschon” pisarz i pleban kościoła w Zgierzu,
- 24 czerwca 1345 Władysław, książę dobrzyński nadaje wójtostwo w Zgierzu komesowi Samborowi, skarbnikowi łęczyckiemu,
- w 1430 studiuje na Akademii Krakowskiej dwóch studentów pochodzących ze Zgierza – Mikołaj syn Świętosława i Stanisław syn Macieja,
- 8 sierpnia 1447 Kazimierz Jagiellończyk odnawia na prośbę wójta Helmana przywilej z 1345 r. na wójtostwo w Zgierzu
- między 1817–1820 przybywa do Zgierza 23 majstrów sukienniczych, wśród nich najzamożniejszymi byli Jan Fryderyk Zachert, Karol August Meisner, Karol Gottlieb Saenger, Jan Henryk Teske i Jan Georg Yiertes,
- w latach 1863–1864 stu siedmiu zgierzan bierze udział w powstaniu styczniowym, głównie walcząc z bronią w ręku w partiach powstańczych Oksińskiego i Sawickiego-Dworzaczka,
- Zgierz w „Encyklopedii Powszechnej” Orgelbranda (Warszawa 1884)

Zgierz – miasto nad rzeką Bzurą w Guberni Piotrkowskiej, w powiecie łódzkim. Osadnictwo od czasów przedhistorycznych, prawa miejskie według Karty Magdeburskiej od roku 1420. Całkowicie zniszczone podczas pierwszej wojny szwedzkiej, następnie odbudowane. Szczególny wzrost miasta od momentu założenia pierwszych fabryk. Obecna populacja wynosi 11 tys. osób.
- 28 stycznia 1886 został stracony na stokach Cytadeli w Warszawie Jan Pietrusiński, tkacz ze Zgierza, członek partii Proletariat.

### Zmiany nazw ulic w Zgierzu
Uchwałą Nr VII/49/90 Rady Miejskiej w Zgierzu z dnia 13 grudnia 1990 roku zmieniono nazwy następujących ulic:
| Nazwa pierwotna                   | Nazwa obecna              |
| --------------------------------- | ------------------------- |
| Karola Świerczewskiego            | 3 Maja                    |
| 17 Stycznia                       | Długa                     |
| Aleja XXXV-lecia PRL              | Aleja Armii Krajowej      |
| PKWN                              | Rajmunda Rembielińskiego  |
| Małgorzaty Fornalskiej            | Jana Świercza             |
| Feliksa Dzierżyńskiego            | Jana Śniechowskiego       |
| Juliana i Ethel Rossenbergów      | Zygmunta Lorentza         |
| Bojowników o Wolność i Demokrację | Orla                      |
| 22 Lipca                          | Gołębia                   |
| Obrońców Stalingradu              | Aleksandrowska            |
| Hanki Sawickiej                   | Szeroka                   |
| Aleksandra Kostki Napierskiego    | Stefana Pogonowskiego     |
| Mariana Buczka                    | Arkadiusza Musierowicza   |
| Marcelego Nowotki                 | Józefa Piłsudskiego       |
| Wandy Wasilewskiej                | Ignacego Hordliczki       |
| Juliana Marchlewskiego            | Stanisława Pieczyraka     |
| Róży Luksemburg                   | Heleny Wiewiórskiej       |
| Pawła Findera                     | Stanisława Fijałkowskiego |
| Stefana Okrzei                    | Stefana Cezaka            |
| Rewolucji 1905 r.                 | Łódzka                    |

Pod koniec XX wieku nastąpiły także zmiany nazw innych ulic i placów w wyniku uchwał Rady Miasta:
| Nazwa pierwotna                                             | Nazwa obecna                   |
| ----------------------------------------------------------- | ------------------------------ |
| Księdza Piotra Ściegiennego (do 1997) Stary Rynek (do 2005) | Plac Jana Pawła II             |
| Romualda Mielczarskiego (część do 1988)                     | Stefanii Kuropatwińskiej       |
| Trojańska (część do 1996)                                   | Jacka Malczewskiego            |
| Ludwika Waryńskiego                                         | Księdza Jerzego Popiełuszki    |
| Komuny Paryskiej                                            | Księdza Szczepana Rembowskiego |
| Arkadiusza Musierowicza (część do 2005)                     | Władysława Rząba               |
| Władysława Hibnera                                          | Szarych Szeregów               |
| Janka Krasickiego                                           | Wandy Węgierskiej              |
| Gwardii Ludowej                                             | Jerzego Wieczorka „Bohdana”    |

## Zabytki
Na liście zabytków są:

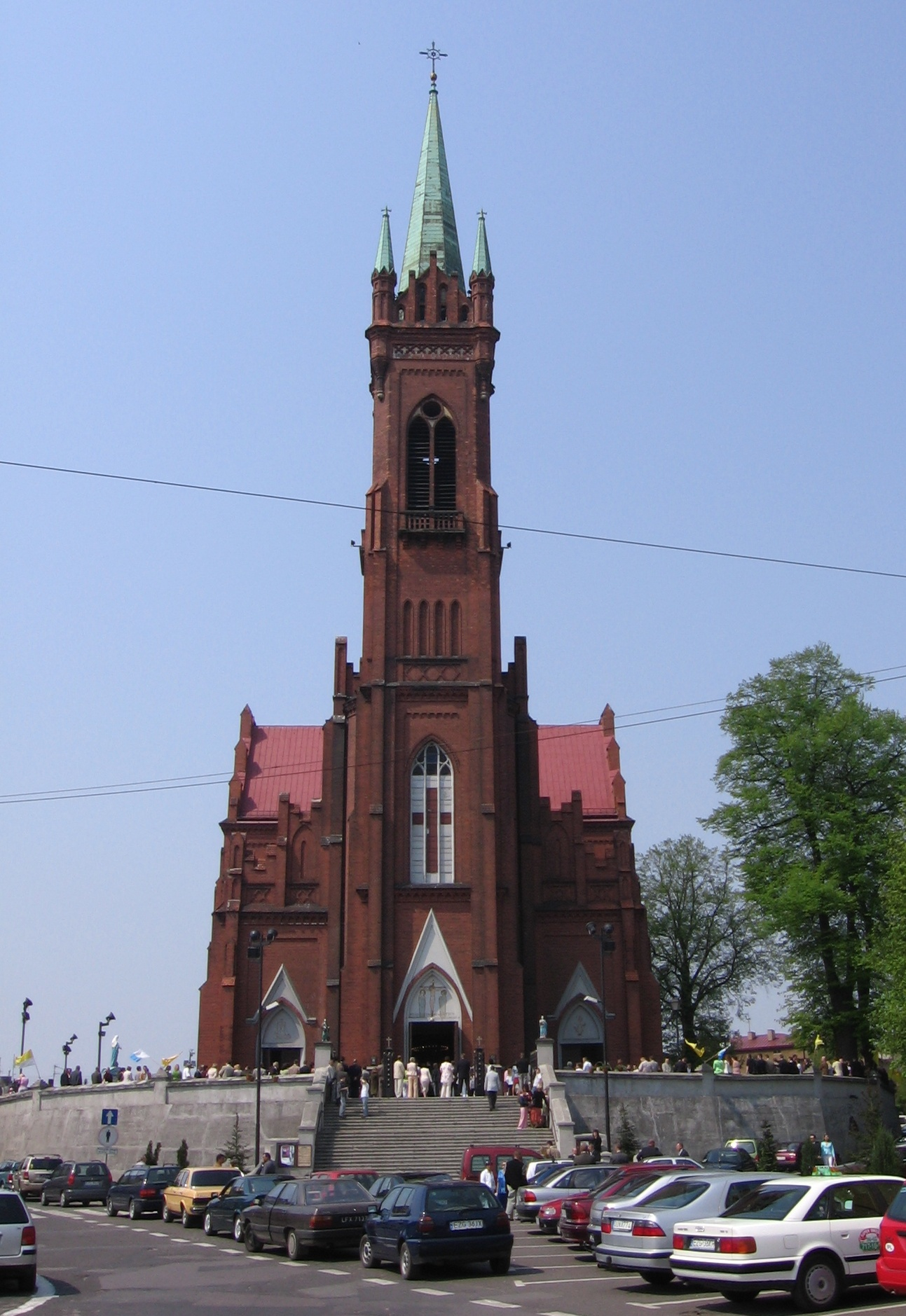
Kościół św. Katarzyny Aleksandryjskiej

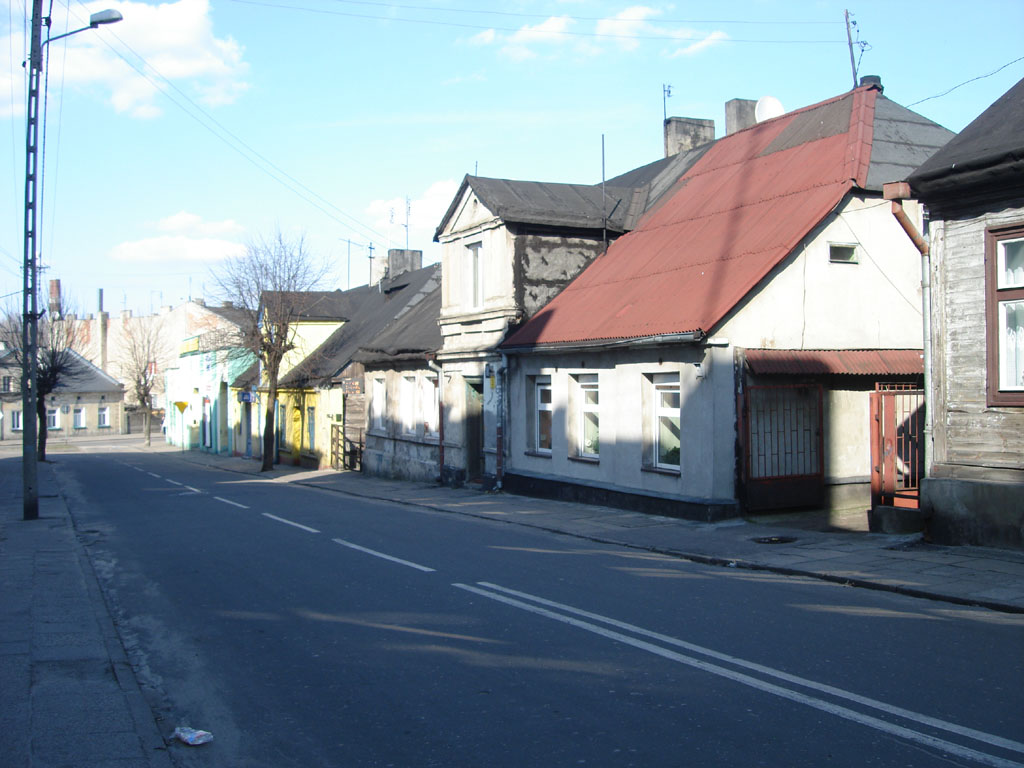
Domy tkaczy

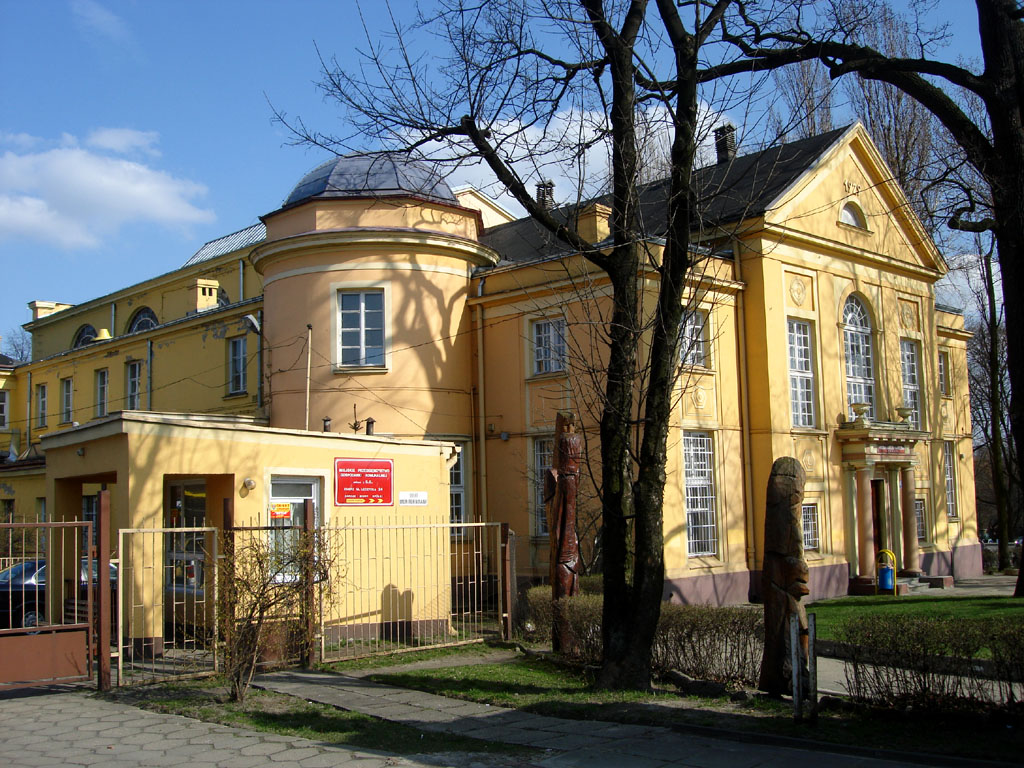
Łaźnia miejska z 1926 roku

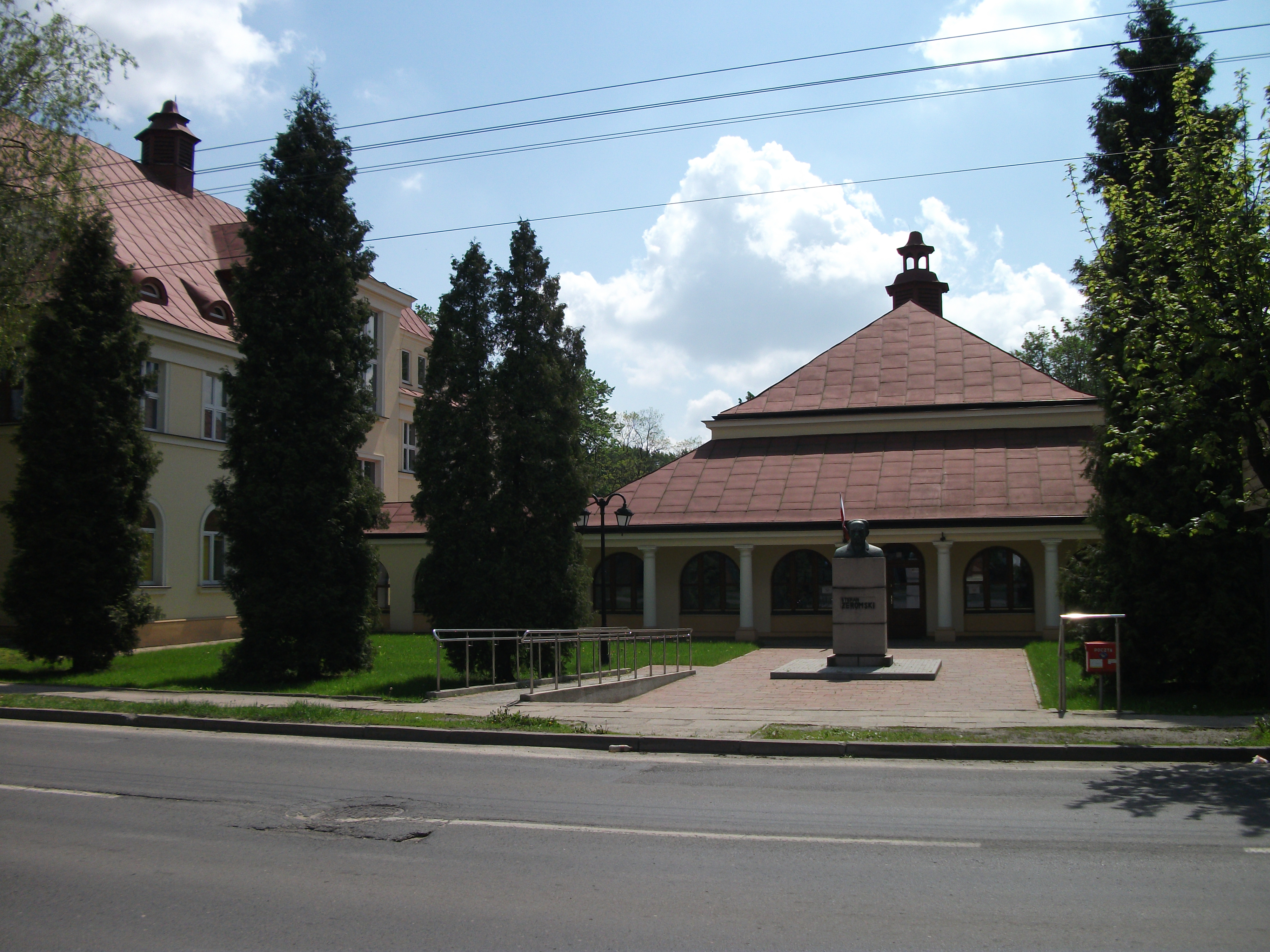
Budynek Kolegium Nauczycielskiego

- unikatowy układ urbanistyczny w osiedlu Nowe Miasto z XIX w.,
- drewniane domy tkaczy z XIX w.,
- fabryka sukna Adolfa Gustawa Borsta przy ul. 3 Maja 6
- fabryka bawełniana Lorentz & Krusche przy ul. Dąbrowskiego 19
- fabryka włókiennicza Meyera przy ul. Barlickiego 1
- neogotycki kościół św. Katarzyny Aleksandryjskiej,
- neogotycki kościół Chrystusa Króla przy ul. Słowackiego 10, dawna świątynia mariawicka
- dworzec kolejowy,
- budynek Kolegium Nauczycielskiego przy ul. 3 Maja 46,
- budynek dawnej szkoły ewangelickiej przy ul. Długiej 33 (wzniesiony w latach 1820–1830, piętrowy, o dachu naczółkowym, dwutraktowy z sienią na osi, wnęki okien udekorowano stylizowanymi rzeźbami głów kobiecych),
- budynek dawnej remizy ochotniczej straży pożarnej (d. Rekwizytornia straży ogniowej ochotniczej – z II poł. XIX w.) przy ul. 1 Maja 19,
- budynek miejskiego muzeum przy ul. Dąbrowskiego 21 z 1828 r. – klasycystyczny murowany, otynkowany budynek, parterowy z ryzalitem na osi. Ryzalit zwieńczony jest attyką ozdobioną sztukateriami i postaciami kamiennych lwów. Jego właścicielami od lat 40. XIX w. aż do stycznia 1945 była rodzina Cyplów (Zippel),
- Łaźnia Miejska przy ul. Łęczyckiej 24 – budynek zaprojektowany w 1926 przez W. Horodeckiego i F. Michalskiego; oddany do użytku 5 lutego 1929 był obiektem na wskroś nowoczesnym i wielofunkcyjnym. Posiadał krytą pływalnię o rozmiarach 10 × 17 m, drugą z kolei w Polsce (po pływalni w Siemianowicach Śląskich), która jest czynna do dzisiaj Znajdowało się tu również 16 wanien, łaźnia parowa – rosyjska, łaźnia sucha – rzymska, gabinety do masażu, 11 kabin natryskowych, sala natryskowa dla dzieci szkolnych, urządzenia do kąpieli słonecznych oraz pralnia mechaniczna[24][25],
- Plac Stu Straconych – pomnik ku czci ofiar zbiorowej egzekucji z 1942 roku,
- historyczne cmentarze: rzymskokatolicki, protestanckie, mariawicki i żydowski,
- wojenne cmentarze: w Lesie Krogulec i przy ul. Parzęczewskiej.

## Symbole miasta

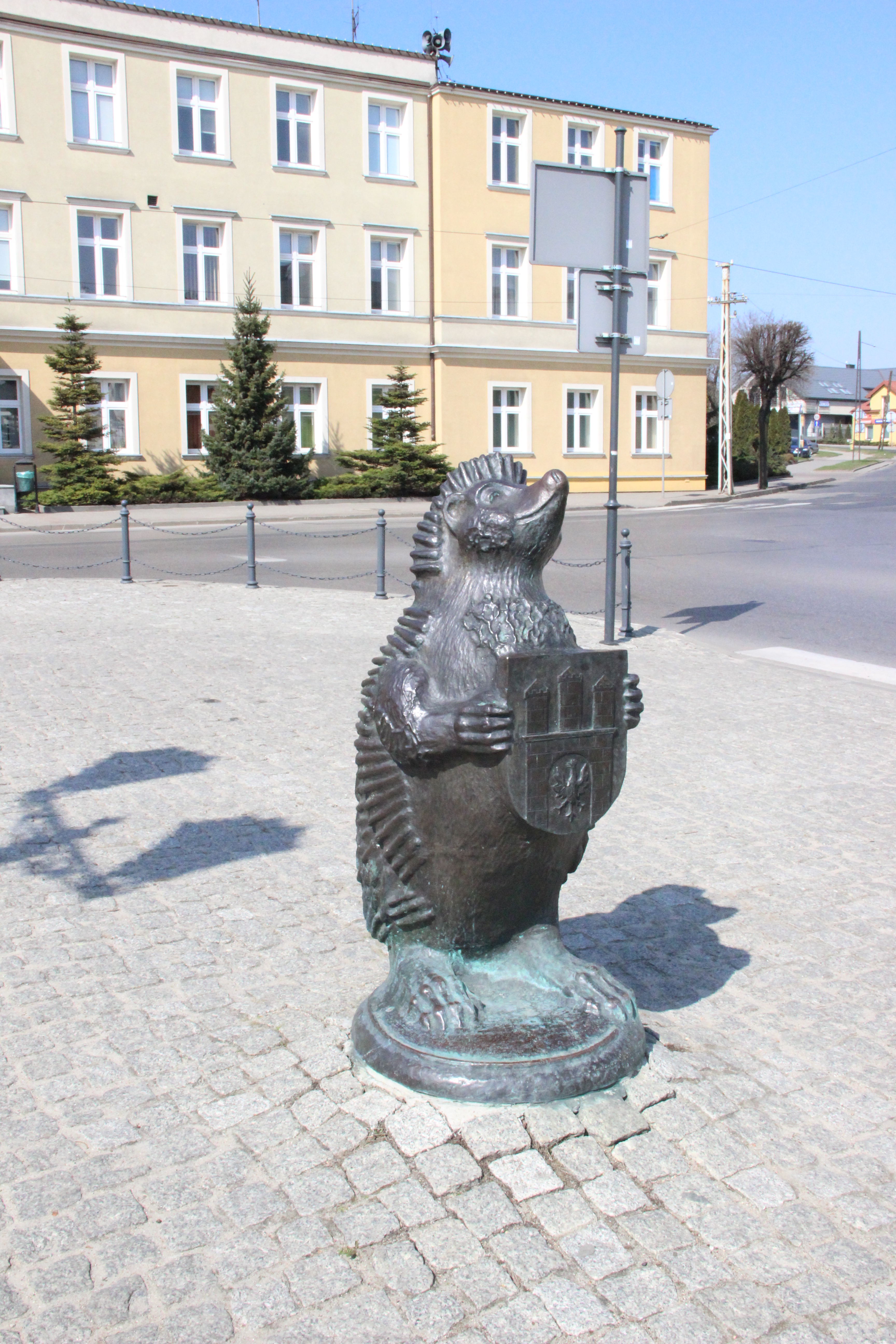
Jeż ze Zgierza

- Herb – herbem miasta jest mur forteczny z trzema spiczasto zakończonymi basztami. W murze widnieje otwarta brama z koronowanym orłem pośrodku[26].
- Flaga – do 2021 roku flagą miasta był prostokątny płat tkaniny o stosunku szerokości do długości 1:2 o następującej kolorystyce: kolor żółty rozmieszczony jest w kształcie rzymskiej cyfry VII o wymiarach: skrajny lewy pionowy pas o szerokości 1/10 całej długości flagi oraz trzy pasy ukośne o tej szerokości mierzonej wzdłuż boku flagi, przy czym pierwszy lewy ukośny pas ma skrajną krawędź przebiegającą wzdłuż linii poprowadzonej przez dolny lewy róg flagi i punkt na górnej krawędzi flagi oddalony o 32/100 długości flagi od jej lewej krawędzi. Pozostałe pasy są równoległe do pierwszego ukośnego. W 2021 roku zmieniono flagę na czerwony płat tkaniny o takich samych wymiarach jak wcześniej, w której centralnej części znajduje się mur z trzema basztami i otwartą bramą, w której umieszczono białego, koronowanego orła. Jest to dokładnie ten sam symbol, który znajduje się również w herbie miasta[27].
- Pieczęć – pieczęć miasta jest okrągła o średnicy 36 mm; w otoku pieczęci o szerokości 6 mm znajduje się napis: Miasto Zgierz, o wysokości liter 3 mm, rozmieszczony symetrycznie; w środku pieczęci jest umieszczony herb miasta, którego podstawa znajduje się w odległości 1 mm od wewnętrznej krawędzi otoku pieczęci. Odciski z najstarszej pieczęci miejskiej znajdują się na dokumentach z 1534 i 1535 roku.
- Hejnał – hejnałem miasta jest motyw muzyczny – melodia piosenki „Stary młynarz ze Zgierza” autorstwa Adama Kowalskiego w opracowaniu muzycznym Ireneusza Gusta – wykonywany codziennie w południe, tuż po godzinie 12, z balkonu budynku Urzędu Miasta Zgierza bądź innego miejsca wskazanego przez Prezydenta, na trąbkach bądź odtwarzany z nagrania elektronicznego. Hejnał odtwarzany (wykonywany) jest dwukrotnie.
- Święto – świętem miasta jest corocznie są pierwsza sobota i niedziela czerwca[28].
- Symbol – symbolem promocyjnym miasta jest „Jeż ze Zgierza”. Wywodzi się z popularnej, wierszowanej bajki dla dzieci „Przygody jeża spod miasta Zgierza”. Autorka bajki, Wanda Chotomska, otrzymała w 2003 r. honorowe obywatelstwo miasta Zgierza za rozsławienie miasta w swej książce[29].

## Transport

### Transport drogowy

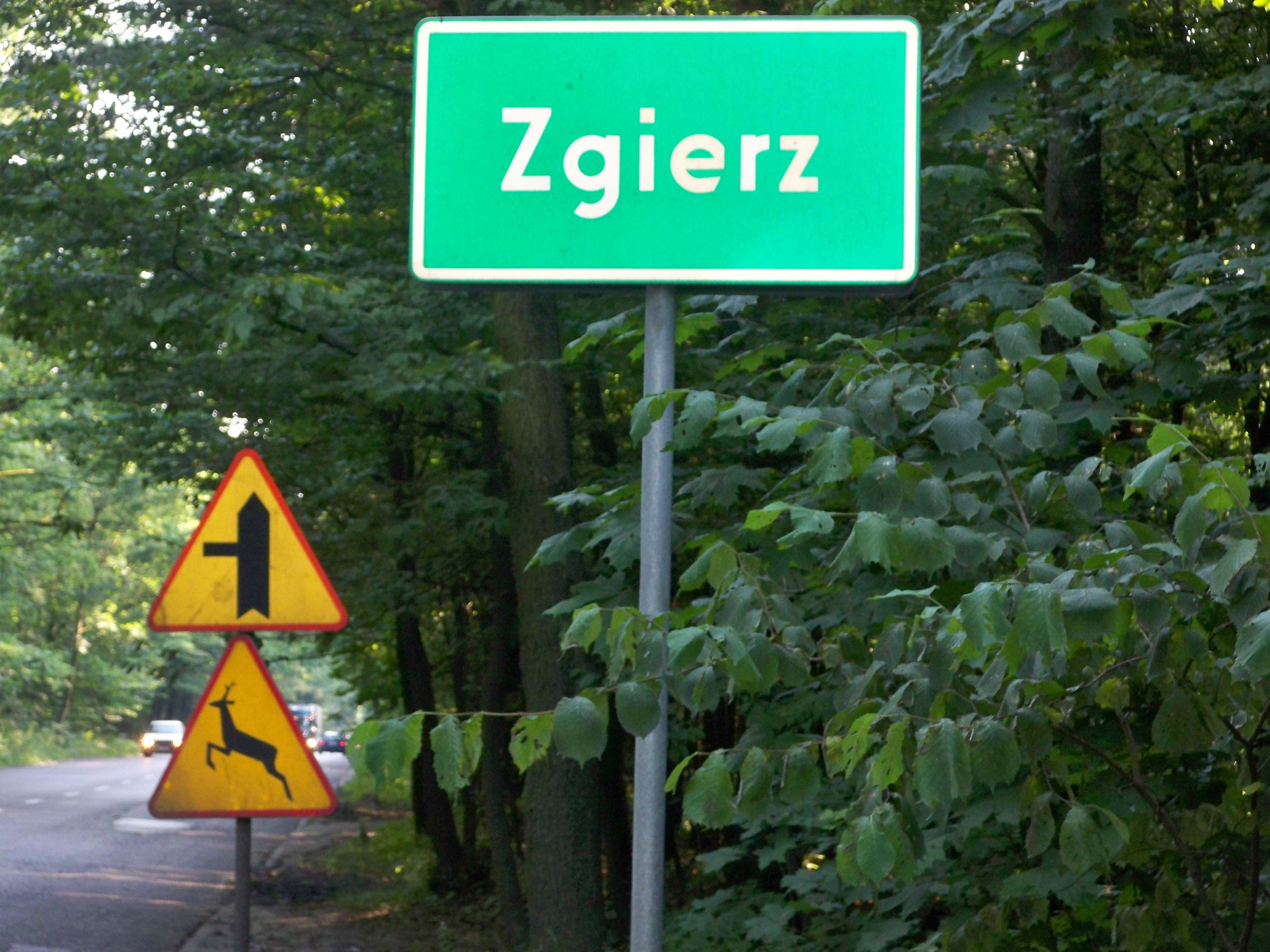
Tablica miejscowości od strony Łodzi

Miasto przecinają dwie drogi krajowe:
- droga krajowa nr 91: Gdańsk – Zgierz – Częstochowa
- droga krajowa nr 71: Stryków – Zgierz – Rzgów

oraz ma początek droga wojewódzka nr 702 łącząca Zgierz z Kutnem.
Na północ od miasta przebiega autostrada A2, z którą Zgierz jest skomunikowany poprzez węzły drogowe
- Emilia drogą krajową nr 91 (ok. 8 km od Zgierza)
- Zgierz Północ[30] drogą wojewódzką nr 702 (ok. 6,5 km od Zgierza)
- Stryków drogą krajową nr 71 (ok. 14 km od Zgierza)
- Zgierz Zachód drogą ekspresową S14 (na terenie Zgierza)

W finalnej fazie realizacji łódzkiego oddziału Generalnej Dyrekcji Dróg Krajowych i Autostrad jest budowa obwodnicy Zgierza, która będzie stanowiła fragment obwodnicy Łodzi w części drogi szybkiego ruchu nr 14.
Przejmie ona niemal w całości ruch tranzytowy, co znacznie odciąży krajową „starą jedynkę” biegnącą przez miasto. Obwodnica ma rozpoczynać się w okolicach Lućmierza, później biec będzie w okolicach osiedla 650-lecia w Zgierzu, w stronę Aleksandrowa, stamtąd zaś południowo-zachodnim fragmentem Łodzi do Pabianic, gdzie łączyć się będzie z drogą ekspresową nr 8.

### Transport kolejowy

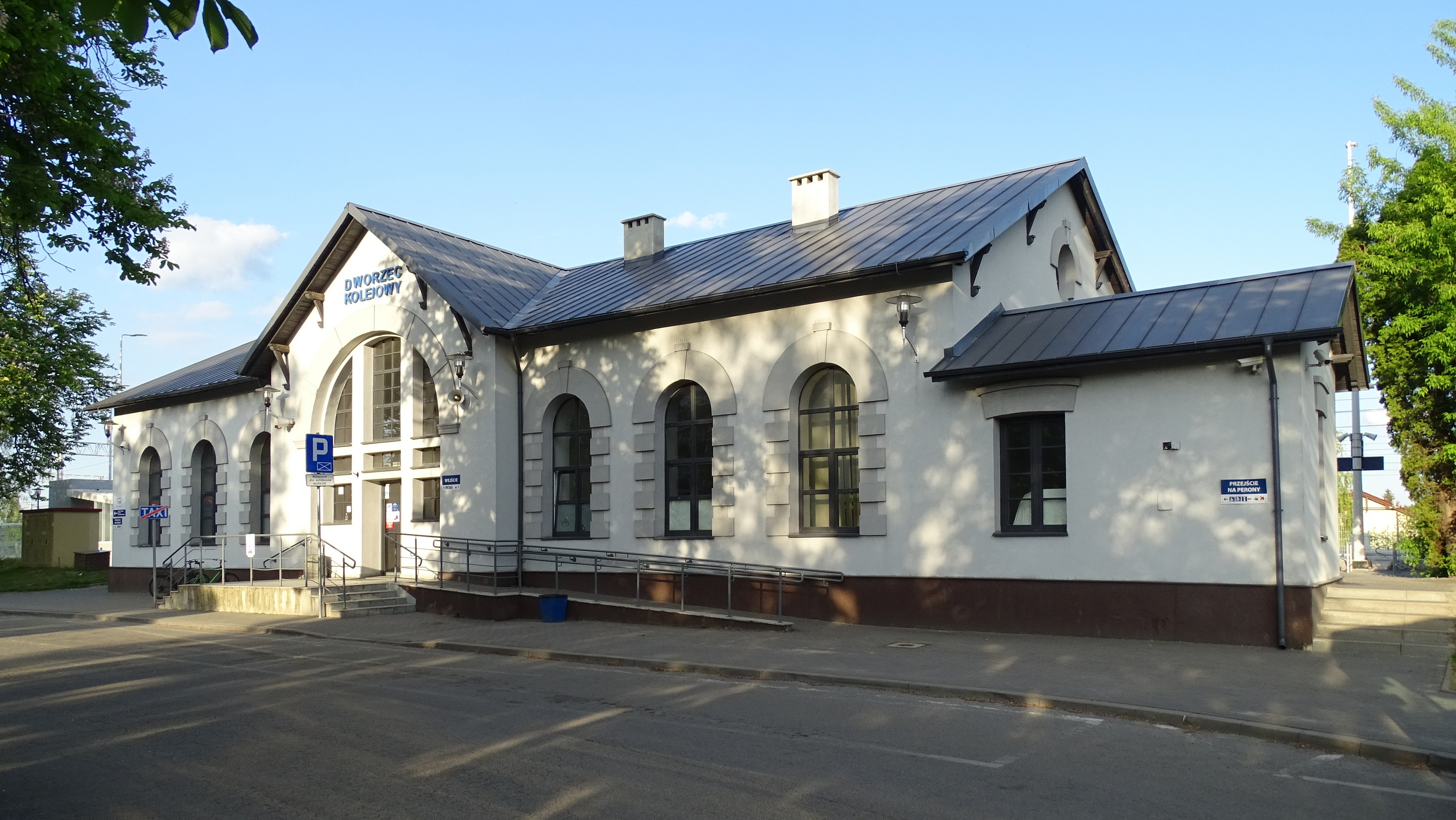
Dworzec kolejowy w Zgierzu po remoncie w 2022 roku

Przez Zgierz przechodzą dwa szlaki kolejowe:
- linia kolejowa nr 15: Bednary – Zgierz – Łódź Kaliska
- linia kolejowa nr 16: Łódź Widzew – Zgierz – Kutno

Miasto posiada dwie stacje kolejowe Zgierz i Zgierz Północ oraz trzy przystanki kolejowe: Zgierz Jaracza, Zgierz Kontrewers i Zgierz Rudunki.
Przez miasto przebiega budowana od 2011 Łódzka Kolej Aglomeracyjna.

### Transport zbiorowy

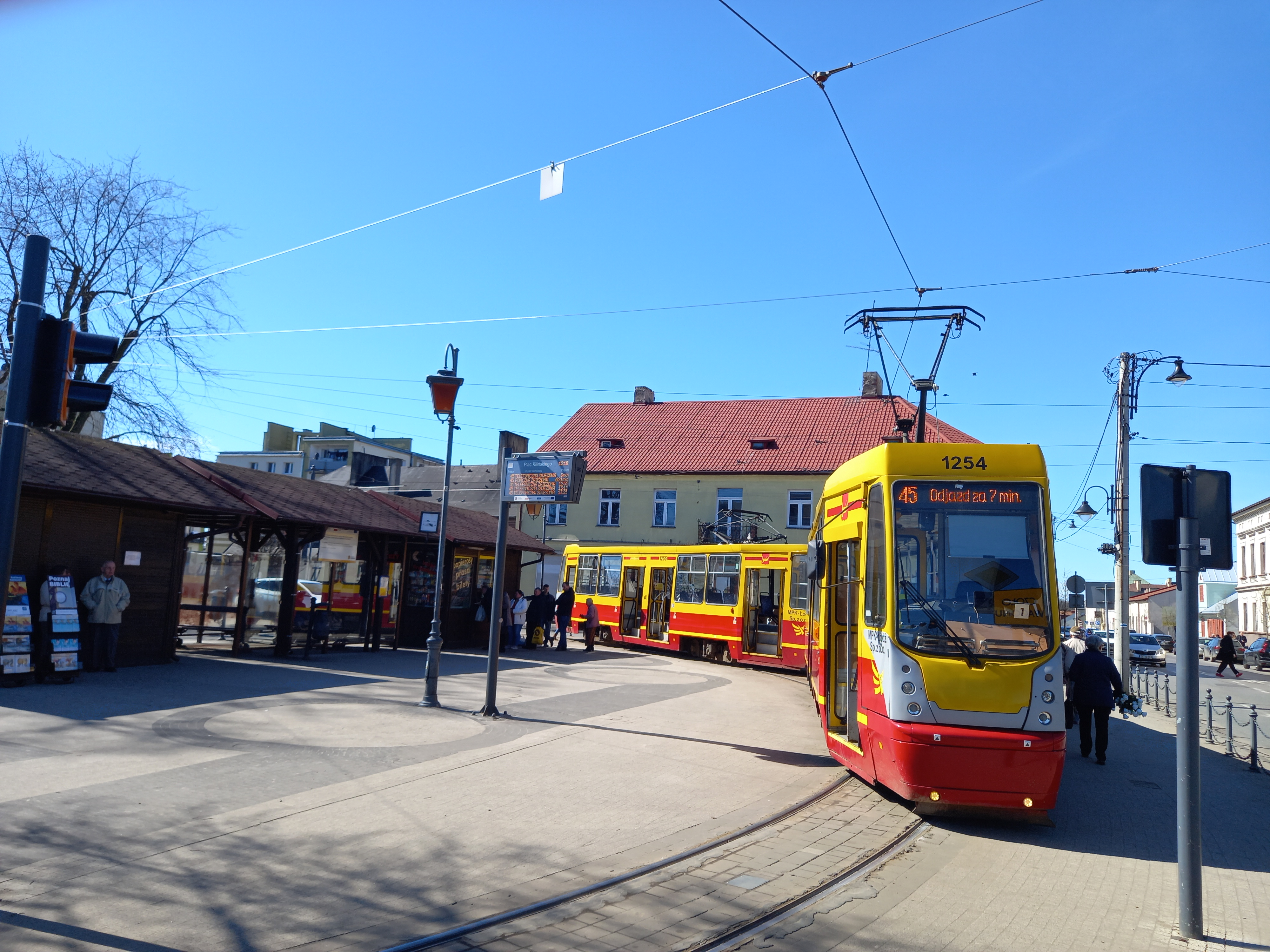
Tramwaj Konstal 805NaND na linii 45 na placu Kilińskiego w Zgierzu, rok 2024

Komunikacja Tramwajowa – Po raz pierwszy tramwaj na ulicach Zgierza pojawił się 19 stycznia 1901 roku. Linia biegła na trasie Łódź Plac Kościelny – Zgierz Plac Kilińskiego. Pierwotnie trasa miała kończyć się na Rynku Staromiejskim (obecnie Plac Jana Pawła II), przed budynkiem Zgierskiego Magistratu. Ostatecznie akcjonariusze tramwajów podmiejskich nie doszli do porozumienia z władzami Zgierza i projektu nie zrealizowano.
- Tramwaj do Zgierza: z Placu Kilińskiego w Zgierzu do Placu Kościelnego w Łodzi

Trasę w Zgierzu zakończono na Nowym Rynku (obecnie plac Kilińskiego), który pełnił wówczas rolę placu targowego. Mijankę ułożono w centralnej części rynku. Sieć trakcyjną podwieszono do stalowych słupów. Na przystanku ustawiono drewnianą poczekalnię. W 1920 roku przebudowano Plac Kilińskiego tworząc pośrodku skrzyżowanie ulic. Zlikwidowano istniejącą formę handlu, posadzono drzewa i urządzono zieleńce. Prawdopodobnie wtedy wybudowano nową mijankę w ulicy Wysokiej dzisiejszej ulicy Długiej, a w obrębie rynku ułożono jedynie pojedynczy tor, który ślepo kończył się przed skrzyżowaniem. Przystanek dla wsiadających i poczekalnia zostały bez zmian. W 1922 r. uruchomiono kolejkę wąskotorową ze Zgierza (stacja Zgierz Kaliski przy ul. Kolejowej, w pobliżu stacji Zgierz) do Ozorkowa, którą w 1926 r. zlikwidowano, a na jej miejsce wprowadzono tramwaje. W 1925 roku tramwaje linii do Zgierza przeniesiono na pętlę tramwajową na Bałuckim Rynku w Łodzi.
- Tramwaj do Zgierza: z Placu Kilińskiego w Zgierzu do Bałuckiego Rynku w Łodzi

W czasie II Wojny Światowej, tramwaj do Zgierza nosił numer 41 (był to pierwszy numer linii do Zgierza). W 1939 roku Hitlerowcy przenieśli tramwaje linii zgierskiej na Plac Wolności w Łodzi.
- 41 z Placu Kilińskiego w Zgierzu do Placu Wolności w Łodzi

W 1944 roku w południowo-zachodnim kwartale placu Kilińskiego (Horst Wessel Platz) Niemcy zbudowali jednotorową pętlę. Zastąpiła ona dotychczasową mijankę. Była to pierwsza tego typu krańcówka (nie licząc Bałuckiego Rynku w Łodzi) na liniach podmiejskich. Po zakończeniu II Wojny Światowej, tramwaje linii zgierskiej dalej wyjeżdżały z Placu Wolności tracąc numer 41. 22 lipca 1951 roku, w związku z oddaniem do eksploatacji nowych odcinków tras tramwajowych w ulicach: Zachodniej, Ogrodowej i Północnej w Łodzi, częściowo zmieniono przebieg linii zgierskiej i przenosząc jej krańcówkę z Placu Wolności na ulicę Północną, gdzie znajdował się tak zwany: ''Dworzec tramwajów podmiejskich” wybudowany na początku lat 50 XX Wieku. 1 Stycznia 1956 roku, linia do Zgierza uzyskała swój słynny numer 45.
W całej sieci łódzkich tramwajów krańcówka na placu Kilińskiego w Zgierzu jest jedną z dwóch pętli prawostronnych i jedyną, gdzie wymiany pasażerów dokonuje się wewnątrz „koła”. Tramwaje poruszają się po niej zgodnie ze wskazówkami zegara. Pod koniec 1973 roku na 45, jako pierwszej linii podmiejskiej, wprowadzono tramwaje przegubowe typu 803N. W czerwcu 1984 roku zlikwidowano na krańcówce wysłużoną, drewnianą poczekalnię. Rozebrano ją pod okiem konserwatora zabytków i przechowywano na terenie zajezdni Brus. Po wielu latach została odbudowana i w 2008 roku ustawiona w skansenie łódzkiej architektury drewnianej, znajdującym się przy Centralnym Muzeum Włókiennictwa w Łodzi. 1 kwietnia 1985 uruchomiono do Zgierza linię nocną 101, która jeździła na trasie Zgierz pl. Kilińskiego – Północna. 1 listopada 1993 obsługę linii 45 i 101 przejęła Międzygminna Komunikacja Tramwajowa, z siedzibą na Helenówku w Łodzi. 1 Lutego 2004 roku zlikwidowano nocne połączenie tramwajowe 101.
- 101 z Placu Kilińskiego w Zgierzu do pętli Północna w Łodzi

Przez długi czas linie do Zgierza i Ozorkowa nosiły numery 45 i 46.
- 45 z Placu Kilińskiego w Zgierzu do pętli Północna w Łodzi
- 46 z Pętli Cegielniana w Ozorkowie przez Zgierz do pętli Północna w Łodzi

W 2004 roku zlikwidowano linię 45, zastępując ją linią nr 11 obsługiwaną przez MPK Łódź na trasie Pabianice – Zgierz. Miesiąc po uruchomieniu linii nr 11, zaczęła funkcjonować również linia 11A. Linia ta była skróconym wariantem 11. Jeździła na trasie Plac Kilińskiego – Chocianowice.
- 11 z Placu Kilińskiego w Zgierzu przez Łódź do pętli tramwajowej przy ulicy Wiejskiej w Pabianicach.
- 11A z Placu Kilińskiego w Zgierzu do pętli Chocianowice w Łodzi

Linia 11 była komercyjna, a sprzedaż biletów prowadzili konduktorzy. Od 2005 roku konduktorów zaczęły zastępować automaty biletowe. Po raz ostatni konduktor pojawił się 30 kwietnia 2005. Linia 11 uznawana była za drugą co do długości linię tramwajową w Europie i Polsce. Jednak dłuższa byłą linia 46 z Łodzi do Ozorkowa. W 2007 roku pojawiły się plany połączenia Łodzi ze Zgierzem łódzkim tramwajem regionalnym, lecz z powodu braku woli władz miasta, i ze względu na zbyt niską dotację z Urzędu Marszałkowskiego, w 2009 roku władze Zgierza zrezygnowały z budowy zgierskiego odcinka ŁTR. Istniały również plany budowy linii na os. 650-lecia, jednak do dziś nie podjęto w tym kierunku żadnych kroków. 7 lipca 2007 roku w związku z pierwszym etapem budowy Łódzkiego Tramwaju Regionalnego zawieszono kursowanie komunikacji tramwajowej i linii 11 do Zgierza. W związku z wznowieniem kursowania tramwajów do Zgierza w dniu 23 Kwietnia 2008 roku, wznowiono kursowanie linii nr 11 na zmienionej trasie z krańcówki "Widzew Stadion" do Zgierza.
- 11 z Placu Kilińskiego w Zgierzu do pętli Widzew Stadion w Łodzi

14 Maja 2008 roku, "jedenastka" ponownie zmieniła trasę. Tym razem zaczęła kursować na trasie Chojny Kurczaki – Zgierz.
- 11 z Placu Kilińskiego w Zgierzu do pętli Chojny - Kurczaki w Łodzi

Po zakończeniu budowy Łódzkiego Tramwaju Regionalnego, od 1 lipca 2008 roku do Zgierza dojeżdżały linie: 16 i 46. Linia 16 kursowała na trasie Plac Kilińskiego – Chojny Kurczaki, a linia 46 na trasie Zdrowie – Ozorków.
- 16 z Placu Kilińskiego w Zgierzu do pętli Chojny – Kurczaki w Łodzi
- 46 z pętli Cegielniana w Ozorkowie przez Zgierz do pętli Zdrowie w Łodzi

2 kwietnia 2017 roku z powodu reformy komunikacyjnej w łodzi przywrócono poprzednią numerację linii 16 na 45, oraz zmieniono trasy obu tramwajów:
- 45 z Placu Kilińskiego w Zgierzu do pętli Telefoniczna Zajezdnia w Łodzi
- 46 z Ozorkowa przez Zgierz do pętli Stoki w Łodzi

Obie linie obsługiwane były przez MPK-Łódź. Obowiązywała na nich taryfa Lokalnego Transportu Zbiorowego w Łodzi (w Zgierzu i Ozorkowie strefa aglomeracyjna, w Łodzi strefa miejska).
4 lutego 2018 r. w związku z katastrofalnym stanem infrastruktury MPK Łódź zawiesiło kursowanie linii 45 do Zgierza i 46 do Ozorkowa, uruchomiono autobusowe linie zastępcze Z45 i Z46 do granicy Łodzi. Linie Z45 i Z46 rozpoczynały trasy na krańcówce ''Radogoszcz Wschód'' przy ul. Świtezianki w Łodzi. Po generalnym remoncie linia 45 wróciła na tory pod koniec 2021 roku, jako linia tramwajowa nr 6 kursująca z Placu Kilińskiego na łódzki Widzew Augustów.
- 6 z Placu Kilińskiego w Zgierzu do pętli Widzew – Augustów w Łodzi

6 stycznia 2024 linia nr 6 przestała kursować na Widzew. Od tego dnia tramwajowa „szóstka” wróciła na swoją „macierzystą” krańcówkę na terenie Łodzi, czyli na Kurczaki. Od tego dnia tramwaje ze Zgierza kursują na zmienionej trasie Plac Kilińskiego – Chojny Kurczaki.
- 6 z Placu Kilińskiego w Zgierzu do pętli Chojny – Kurczaki w Łodzi

W związku z zakończeniem prac inwestycyjnych na ul. Wojska Polskiego w Łodzi, w dniu 16 marca 2024 linia nr 6 powróciła na swoją stałą trasę Kurczaki – Doły, a do Zgierza wróciła linia tramwajowa nr 45 na swojej stałej trasie sprzed zawieszenia czyli Plac Kilińskiego – Telefoniczna Zajezdnia.
- 45 z Placu Kilińskiego w Zgierzu do pętli Telefoniczna Zajezdnia w Łodzi

W marcu 2024 władze Zgierza poinformowały że mają w planach odbudować drugą linię tramwajową w granicach miasta czyli linię nr 46. Powrót "czterdziestki szóstki" jadącej przez Zgierz jest planowany po przebudowie infrastruktury tramwajowej na odcinku od węzła tramwajowego Kurak do Proboszczewic łącznie to około 3,8 km torowiska. Wniosek aplikacyjny z projektem obejmującym tę inwestycję otrzymał pozytywną ocenę w marcu 2024. Według władz Zgierza procedury i odbudowa infrastruktury potrwają jednak z pewnością kilka lat. Kursy linii 46 na jej skróconej trasie na terenie Zgierza mogą więc pojawić się na komunikacyjnej mapie województwa łódzkiego ok. dekadę po wyłączeniu linii 46 z eksploatacji czyli w 2028 roku. Za to nie toczą się prace mające na celu przywrócenie połączenia pomiędzy zgierskimi Proboszczewicami a Ozorkowem.

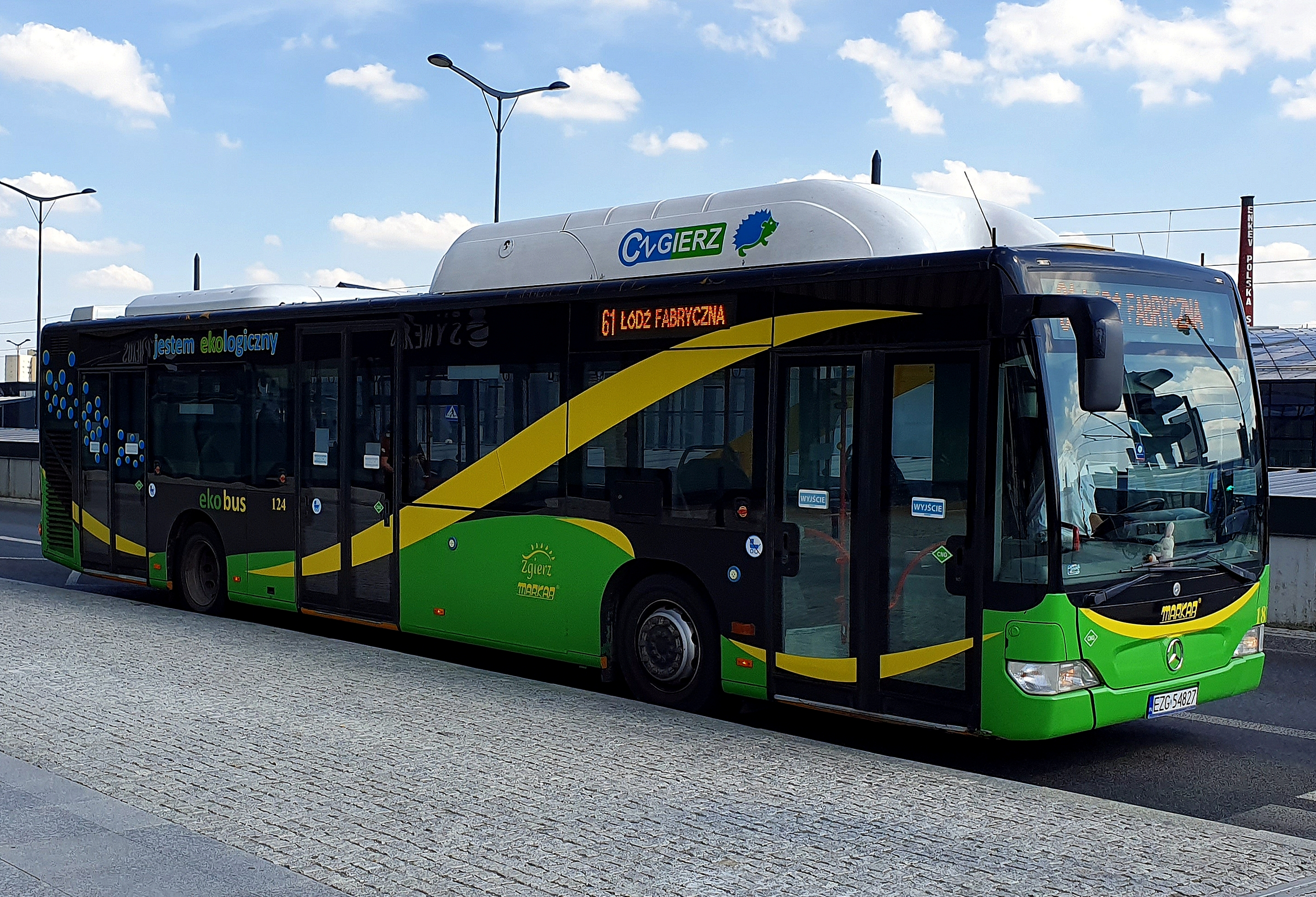
Zgierski autobus Mercedes-Benz O530, na linii 61 na Dw. Łódź Fabryczna

Komunikacja Autobusowa – Wraz z budową osiedla 650-lecia na przełomie lat 60. i 70. XX wieku pojawiły się pierwsze linie autobusowe w Zgierzu. Wówczas były one obsługiwane przez łódzkie MPK. W 1994 roku świadczenie usług przewozowych na terenie Zgierza, zostało przejęte przez nowego przewoźnika. Stało się nim Zgierskie Przedsiębiorstwo Komunikacyjne Markab, przewoźnik świadczący usługi w zakresie pasażerskiego transportu zbiorowego, powstała spółka z udziałem Miasta Zgierza powstała 1 Czerwca 1994 roku. Jedyna funkcjonująca zgierska zajezdnia autobusowa mieści się na ul. Wiosny Ludów 26. Organizacją miejskiej komunikacji w Zgierzu, dystrybucją i kontrolą biletów, administracją i nazewnictwem przystanków, a także ustaleniem rozkładów jazdy i ich koordynowaniem z innymi przewoźnikami, przejęły od MPK Łódź Miejskie Usługi Komunikacyjne (MUK Zgierz).Zakład budżetowy miasta powstały w 1993.
Obecnie w mieście kursuje 16 linii autobusowych. Tabor autobusowy stanowi głównie model Mercedes O530.
W latach 1993–2002 do Zgierza jeździła łódzka linia autobusowa nr 94 kursująca na trasie Zgierz „Konstantynowska” – Łódź Wieczność/Cmentarz. W 1999 roku linia została wydłużona z Wieczność do dworca kolejowego Łódź KaliskaW 2002 roku łódzką linię nr 94 zastąpiła zgierska linia autobusowa nr 6 obsługiwana przez zgierski Markab, na trasie Zgierz Osiedle 650 lecia – Dw. Łódź Kaliska.
W latach 2002–2017 do Zgierza kursowała łódzka linia nr 51 na trasie Łódź Pl. Dąbrowskiego – Zgierz Osiedle 650 lecia W 2017 roku linię 51 zastąpiła, linia nr 61 obsługiwana przez zgierski Markab, na trasie Zgierz Osiedle 650 lecia – Dw. Łódź Fabryczna.
Od 1 października 2013 na trasie Stryków – Zgierz – Aleksandrów Łódzki kursuje linia międzygminna 2 (dawniej jako linia 3A). Później nosiła nazwę 2bis. Z dniem 1 kwietnia 2025 została zlikwidowana..
Od 2022 roku ze Zgierza do Ozorkowa kursuje zgierski autobus nr 10, kursujący za zlikwidowaną łódzką linię autobusową Z46 (która w latach 2018–2022 zastępowała zawieszony tramwaj 46 z Łodzi przez Zgierz do Ozorkowa).

### Transport lotniczy
W 2012 przy ul. Parzęczewskiej otwarto sanitarne lądowisko, należące do Szpitala Wojewódzkiego.

## Turystyka
- kościół św. Katarzyny Aleksandryjskiej,
- dom Pod Lwami – obecnie Muzeum Miasta Zgierza,
- układ urbanistyczny Nowego Miasta,
- pętla tramwajowa z początku XX wieku, mieszcząca się na pl. Kilińskiego (dawniej Nowy Rynek)
- Stary Młyn (siedziba MOK),
- park miejski im. Tadeusza Kościuszki,
- dworzec kolejowy (ul. Kolejowa),
- domy klasycystyczne,
- Park Kulturowy Miasto Tkaczy,
- kąpielisko „Malinka”,
- Szlaki turystyczne przechodzące przez gminę:
  -  Agroturystyczny Szlak Rowerowy Gminy Zgierz,
  -  Agroturystyczny Szlak Rowerowy Gminy Zgierz – łącznik Łagiewniki – Zgierz Malinka,
  -  Szlak pamięci ofiar hitlerowskiego ludobójstwa.

## Cmentarze

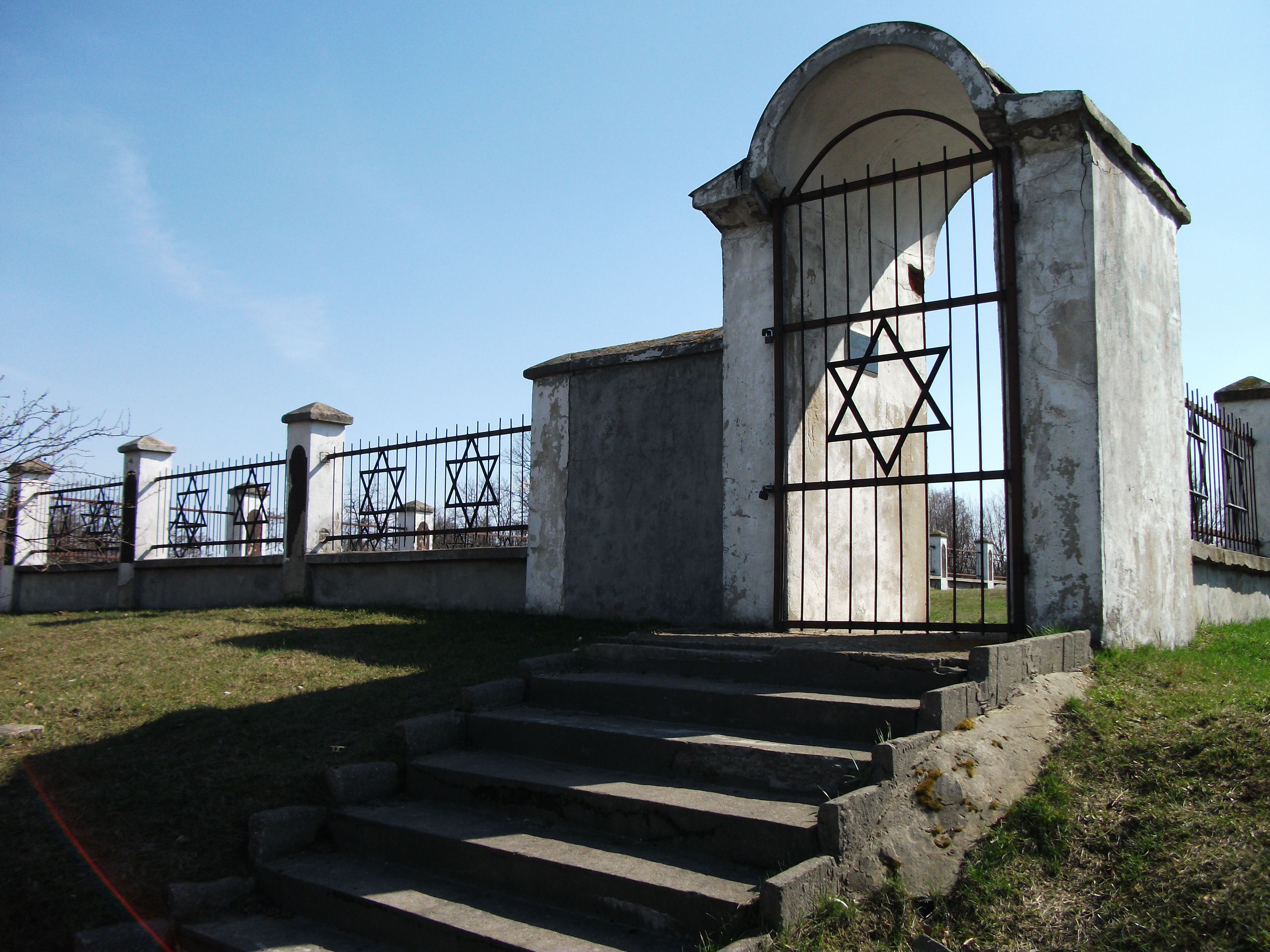
Cmentarz żydowski w Zgierzu

- Cmentarz rzymskokatolicki pod wezwaniem św. Józefa i św. Wawrzyńca – Przy ul. Piotra Skargi. Został założony w 1820 r. W 1921 r. przeniesiono tutaj modrzewiowy kościółek szpitalny pw. św. Wawrzyńca i św. Józefa z 1643 r., który w 1987 spłonął. Na jego miejscu wymurowano kaplicę, za którą w alei znajdują się mogiły legionistów Józefa Piłsudskiego z prochami przywiezionymi w 1999 r. przez harcerzy z Kostiuchnówki na Wołyniu, żołnierzy niemieckich z 1914 r., żołnierzy polskich poległych w 1920 r. W równoległej do tej, na prawo, alei znajdują się pomniki m.in. J.S.Cezaka – założyciela i wieloletniego dyrektora Państwowej Szkoły Kupieckiej, A. Pawińskiego – słynnego polskiego historyka czy Jana Pietrusińskiego. W kolejnej alei z prawej, tj. wzdłuż muru cmentarnego, znajduje się pomnik Ofiar 1939 roku – 83 żołnierzy i 72 cywilów a dalej oryginalny grób Rodziny Wieczorków. Możemy również znaleźć wiele innych ciekawych grobów, zarówno ze względów historycznych, jak i artystycznych. Teren jest zadrzewiony.
- Cmentarz ewangelicko-augsburski – przy ul. Spacerowej został założony ok. 1820. Znajdują się na nim groby wielu zasłużonych zgierzan (m.in. ks. Henryka Bando, ks. Ernesta Bursche, ks. prof. Karola Seriniego, ks. Aleksandra Falzmanna) oraz okazałe grobowce rodzinne (Borstów, Hoffmanów, Ernstów, Moesów, Kruschów, Bredschneiderów, Zachertów).
- Cmentarz komunalny – przy ul. Konstantynowskiej 75, założony w 1989.
- Cmentarz żydowski – przy ul. Barona, założony w 1826 roku, rozbudowany w 1885.
- Cmentarz mariawicki – przy ul. Cmentarnej, założony na początku XX w.
- Cmentarz baptystów – przy ul. Spacerowej z końca XIX w.
- Cmentarz wojenny – w Lesie Krogulec, urządzony przez władze miejskie w 1916 roku dla złożenia na nim poległych w czasie działań wojennych po 1914 roku żołnierzy polskich, niemieckich i rosyjskich – spotyka się tam młodzież.
- Cmentarz żołnierzy Armii Czerwonej – przy ul. Parzęczewskiej.
- Mogiły zbiorowe – ofiar niemieckiego terroru usytuowane na terenie lasu „Okręglik” – obecnie Miejsce Pamięci Narodowej.
- Cmentarz opuszczony w polach wzdłuż końca ul.Stepowizna (okolice firmy ATLAS)

## Wspólnoty wyznaniowe
Do wybuchu II wojny światowej ludność miasta, podobnie jak całego łódzkiego okręgu przemysłowego, była wielowyznaniowa i wieloetniczna. Najliczniejszą grupę mieszkańców stanowili katolicy, ale także była tu prężnie działająca gmina wyznaniowa żydowska. Miasto zamieszkiwali także ewangelicy. W 1938 Zgierz miał 27853 mieszkańców, ich struktura narodowościowa prezentowała się w następujący sposób:
| Narodowość | Liczba | Odsetek |
| ---------- | ------ | ------- |
| Polacy     | 20 923 | 75,12%  |
| Żydzi      | 4532   | 16,27%  |
| Niemcy     | 2385   | 8,56%   |
| pozostali  | 13     | 0,05%   |

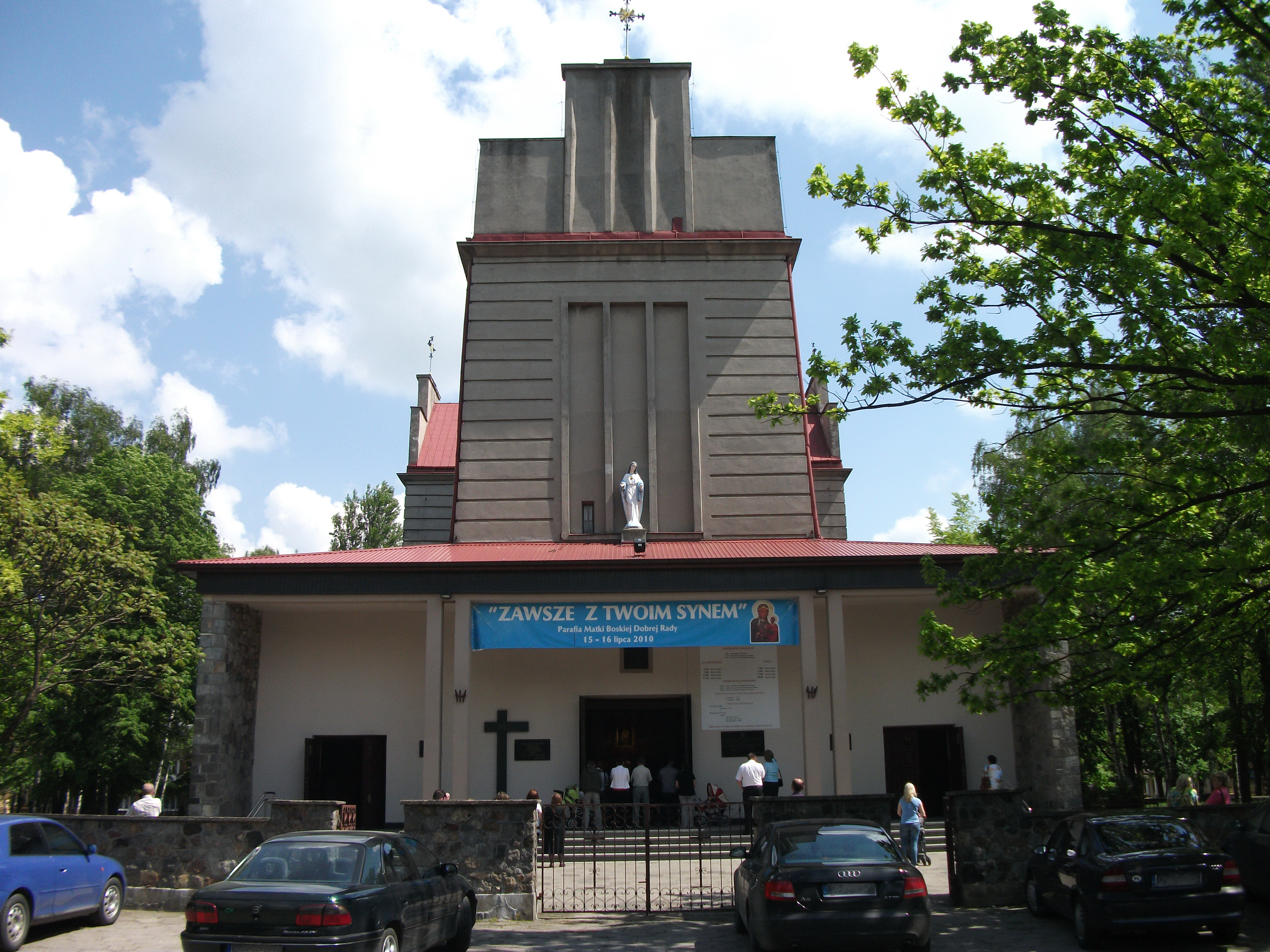
Kościół Matki Boskiej Dobrej Rady

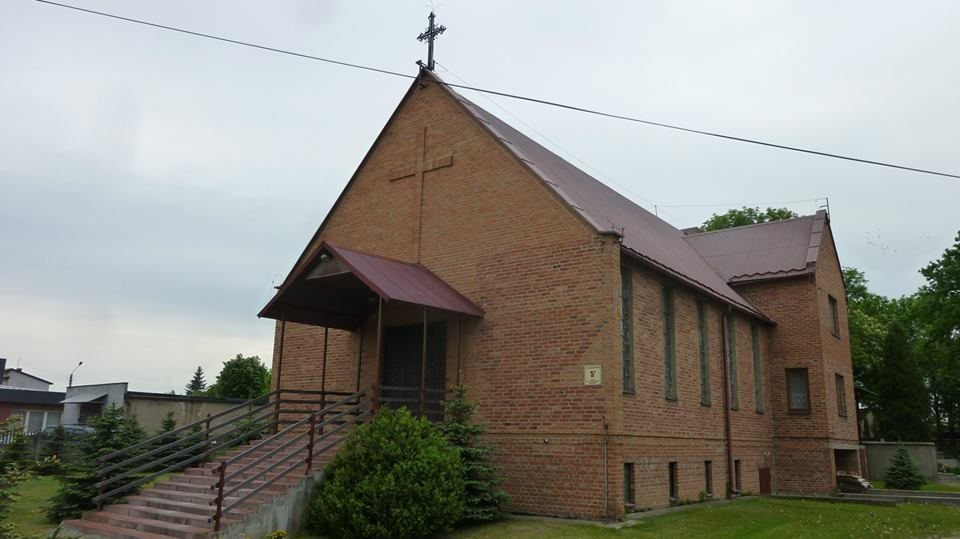
Kościół starokatolicki mariawitów w Zgierzu

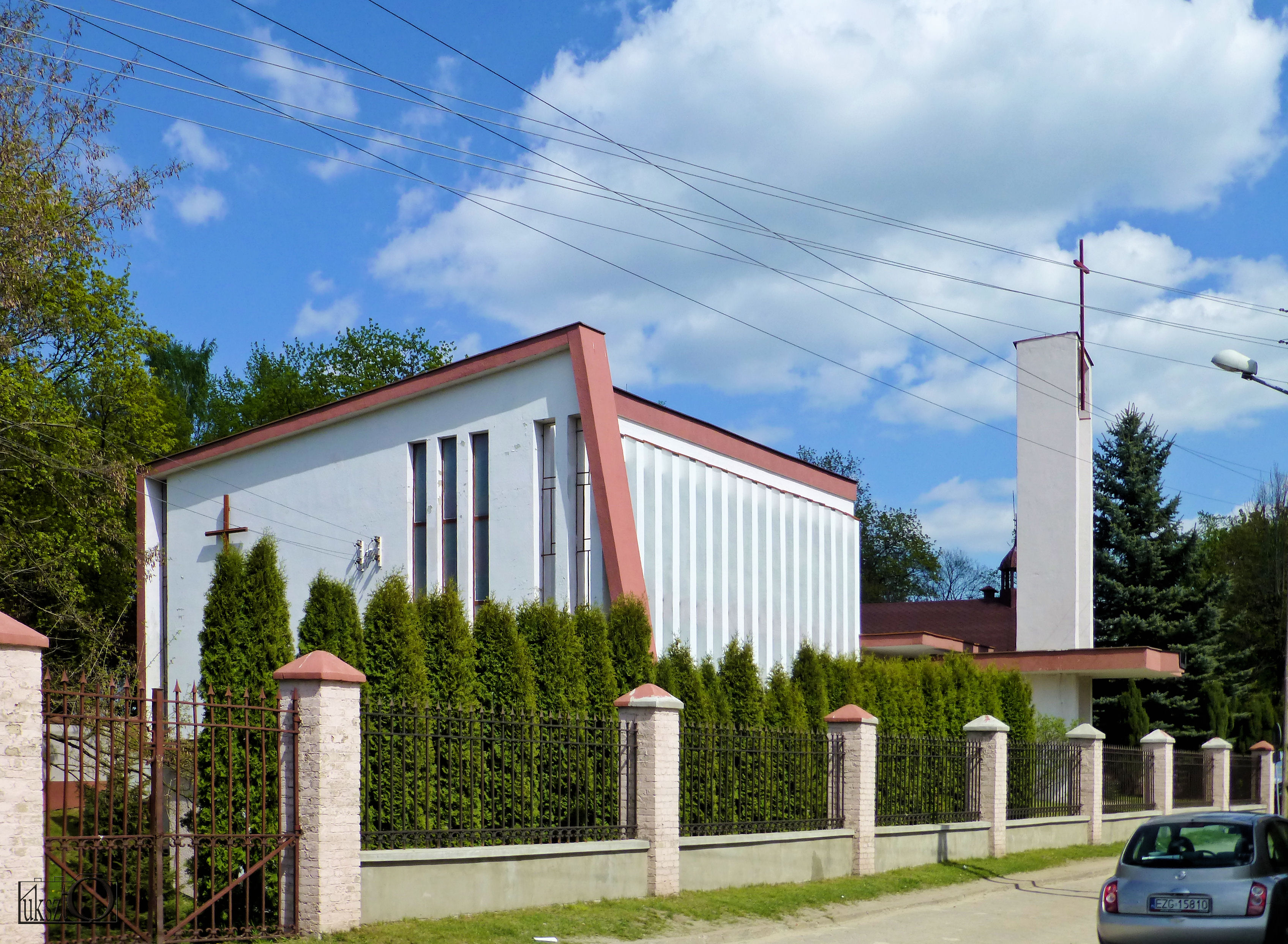
Kościół ewangelicko-augsburski Opatrzności Bożej

W wyniku wojny struktura ta się ujednoliciła i obecnie najliczniejszą grupę wyznaniową stanowią katolicy. W mieście istnieją następujące kościoły i związki wyznaniowe:
- Kościół rzymskokatolicki:
  - parafia św. Katarzyny Aleksandryjskiej
  - parafia Matki Bożej Dobrej Rady
  - parafia Chrystusa Króla
  - parafia Najświętszej Maryi Panny Różańcowej
  - parafia Świętego Jana Chrzciciela
  - parafia św. Jana Pawła II[58].
- Kościół greckokatolicki:
  - placówka duszpasterska w Zgierzu[59]
- Kościół Starokatolicki Mariawitów:
  - parafia Matki Boskiej Nieustającej Pomocy[60]
- Kościół Katolicki Mariawitów:
  - parafia Matki Boskiej Nieustającej Pomocy
- Kościół Polskokatolicki:
  - parafia Świętej Rodziny w Łodzi
- Kościół Ewangelicko-Augsburski:
  - parafia Opatrzności Bożej[61]
- Kościół Adwentystów Dnia Siódmego:
  - Zbór Kościoła Adwentystów Dnia Siódmego w Zgierzu[62]
- Świadkowie Jehowy:
  - zbór Zgierz-Centrum
  - zbór Zgierz-Osiedle
  - zbór Zgierz-Stare Miasto (Sala Królestwa ul. Republikańska 13)[63]

## Kultura i sztuka

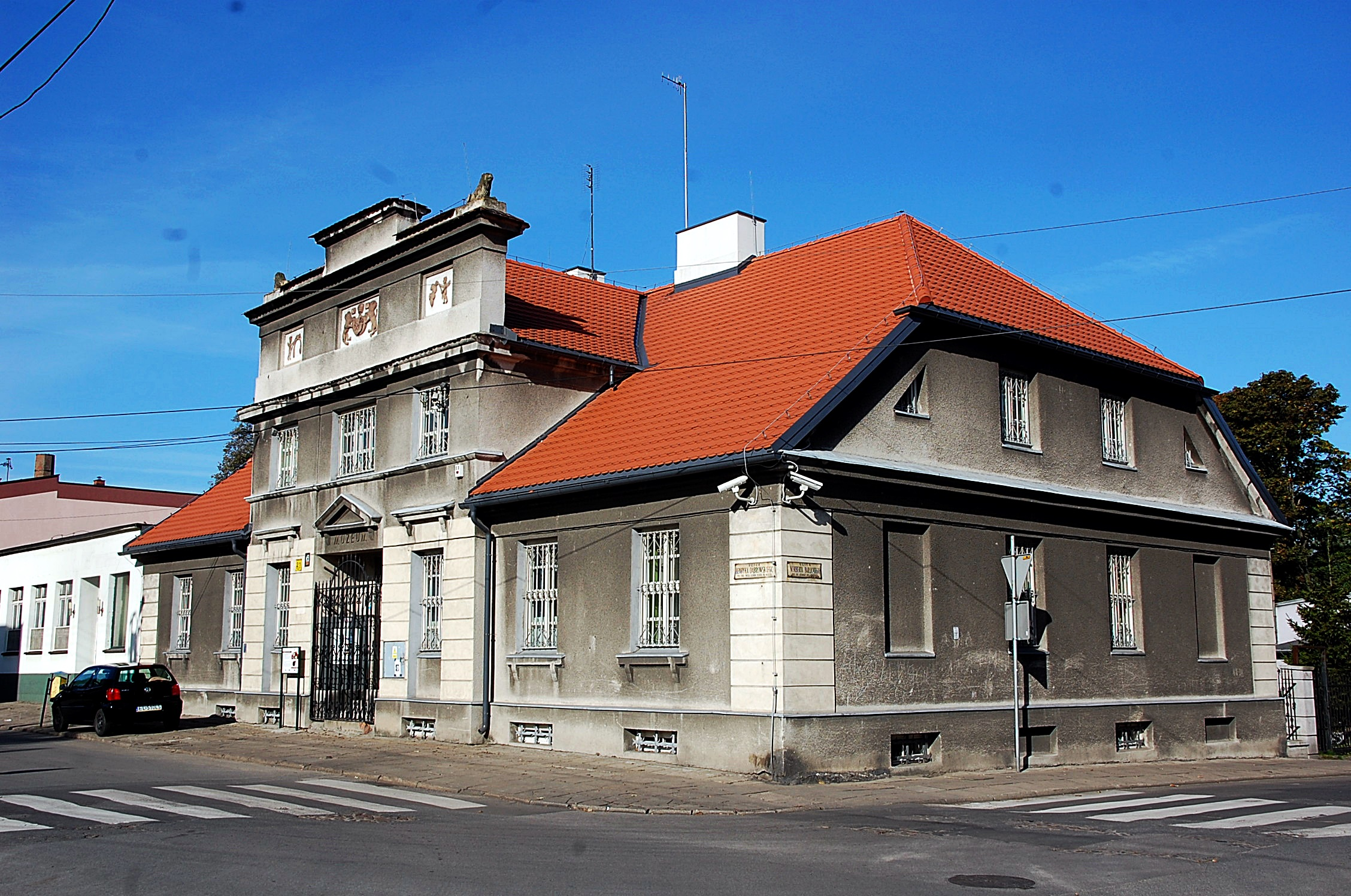
Klasycystyczny Dom Pod Lwami z 1828 roku (ob. Muzeum Miasta Zgierza)

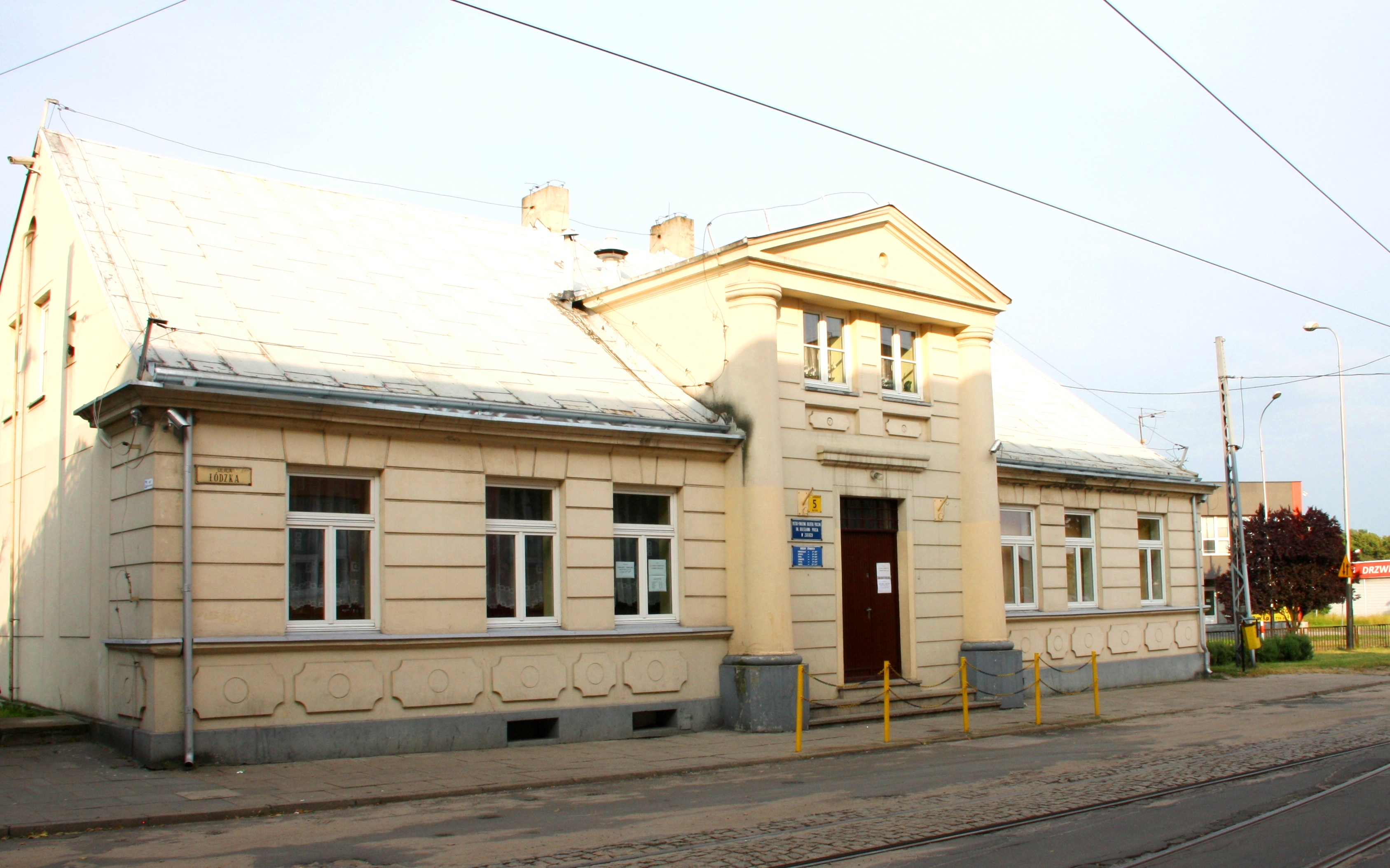
Miejsko-Powiatowa Biblioteka Publiczna im. B. Prusa

W mieście działają liczne ośrodki i towarzystwa kultury:
- Miejski Ośrodek Kultury Stary Młyn (w którym funkcjonują m.in. ośrodek twórczości teatralnej, tanecznej, kino, galeria)[64]
- Centrum Kultury Dziecka,
- Młodzieżowy Dom Kultury,
- Dom Kultury SEM,
- Towarzystwo Śpiewacze Lutnia,
- Biblioteka Miejsko-Powiatowa im. B. Prusa została założona w 1913 roku przez Zgierskie Towarzystwo Szerzenia Wiedzy im. B. Prusa. Składa się z kilku budynków :
  - Budynek główny przy ulicy Łódzkiej [65]
  - Filia nr 1 w budynku Bogdanki [66]
  - Filia nr 2 przy ulicy Długiej [67]
  - Filia nr 3 na osiedlu Dubois [68]
  - Filia nr 4 przy ulicy Fijałkowskiego [69]
  - Filia nr 6 w budynku Szkoły Podstawowej nr 12[70]
- Pracownia rzemiosła i sztuki przy ulicy Rembowskiego 3[71]
- Zgierskie Centrum Seniora [72]
- Muzeum Miasta Zgierza mieści się w klasycystycznym, zabytkowym, jednopiętrowym budynku z 1828 roku, tzw. Dom Pod Lwami przy ul. Gen. J.H. Dąbrowskiego 21. Prezentowane są w nim:
  - wystawy stałe:
    - Dzieje Zgierza – wystawa dotyczy dziejów Zgierza od czasów najdawniejszych do niemal współczesnych.
    - Kruszówka – wnętrze pofabrykanckie z przełomu XIX i XX wieku – salon, jadalnia, sypialnia, kuchnia.

  - wystawy czasowe, tj.
    - Archeologia w Muzeum Miasta Zgierza
    - Między Dobrą a Dalikowem. Powstanie styczniowe 1863-1864.

Wybrane zespoły i grupy artystyczne oraz imprezy:
- Stowarzyszenie Artystów „Młyn”[73].
- Zgierski Kaziuk, doroczna impreza plenerowa, organizowana w pierwszej połowie marca na wzór wileńskich „Kaziuków”. Wydarzenie ma charakter jarmarku, na którym promowane są tradycyjne produkty rękodzielnicze i spożywcze z Wileńszczyzny. Jarmarkowi towarzyszą występy zespołów ludowych i spotkania z wileńskimi twórcami[74].
- Ogólnopolski Przegląd Filmów Amatorskich „Ogień w głowie”, organizowany corocznie od 2005 roku,
- Święto Miasta Zgierza – termin: pierwszy weekend czerwca. Występy artystów (lokalnych i zaproszonych gwiazd); warsztaty, pokazy, stoiska handlowe. Urozmaicony program przyciąga osoby o różnych zainteresowaniach. Każda z edycji ma wyjątkowy charakter: sportowy, kulinarny czy edukacyjny[75].
- Doroczne eliminacje regionalne do Ogólnopolskiego Festiwalu Twórczości Teatralno-Muzycznej Osób z Niepełnosprawnością Intelektualną „Albertiana”, organizowanego przez Fundację im. Brata Alberta i Fundację Anny Dymnej „Mimo Wszystko” oraz Koło Zgierskie Polskiego Stowarzyszenia na rzecz Osób z Niepełnosprawnością Intelektualną[76].
- Zakończenie Lata – termin: weekend w pierwszej połowie września. Koncerty plenerowe i wydarzenia towarzyszące. Podczas imprezy można wziąć udział w akcjach edukacyjnych, warsztatach, skosztować charakterystycznej dla różnych stron świata kuchni (festiwal food truck) oraz obejrzeć pokazy świetlne. Jednym ze stałych elementów Zakończenia lata jest festiwal ZgJeżoGranie, podczas którego uczestnicy wykonują piosenki gwiazdy danej edycji imprezy. Wykonawca jest członkiem jury i zaprasza zwycięzcę festiwalu na scenę podczas głównego występu[75].
- Zespół Pieśni i Tańca „Boruta”[77].
- Słodkobłękity – Zgierskie Spotkania Małych Teatrów[78].

Zgierz jest miastem otwartym dla artystów. Działają tutaj liczni twórcy z takich dziedzin jak malarstwo, rzeźba, grafika, fotografia. Liczne plenery rzeźbiarskie wprowadzają wciąż nowe dzieła w rzeczywistość miasta. Tworzyli tutaj między innymi tacy artyści jak Jerzy Wieczorek, Jan Nawrot, czy Władysław Rząb. Do dzisiaj ze Zgierzem silnie związany jest postimpresjonista Józef Wasiołek.

## Edukacja
W skład zgierskiego szkolnictwa publicznego wchodzi 10 szkół podstawowych:
- Szkoła Podstawowa nr 1 z oddziałami Integracyjnymi
- Szkoła Podstawowa nr 3
- Szkoła Podstawowa nr 4 im. Jana Niepokoja
- Szkoła Podstawowa nr 5
- Szkoła Podstawowa nr 6 im. Jana Kochanowskiego w Zgierzu z Oddziałami Dwujęzycznymi i Oddziałami Sportowymi
- Szkoła Podstawowa nr 8
- Szkoła Podstawowa nr 10 im. Marii Skłodowskiej-Curie
- Szkoła Podstawowa nr 11
- Szkoła Podstawowa nr 12 im. Armii Krajowej
- Szkoła Podstawowa nr 13 specjalna

4 szkoły średnie:
- I Liceum Ogólnokształcące im. Stanisława Staszica w Zgierzu
- Samorządowe Liceum Ogólnokształcące im. Romualda Traugutta
- Zespół Szkół nr 1 im. Jakuba Stefana Cezaka
- Zgierski Zespół Szkół Ponadpodstawowych im. Jana Pawła II „Budowlanka”

1 szkoła wyższa:
- Kolegium Nauczycielskie

Od 1990 pod patronatem Towarzystwa Przyjaciół Zgierza istnieją:
- społeczna szkoła podstawowa
- niepubliczne liceum ogólnokształcące

24 listopada 2018 roku odbyły się uroczyste obchody jubileuszu 120-lecia powstania I LO im. Stanisława Staszica i 100-lecia nadania imienia Stanisława Staszica.

## Sport i rekreacja

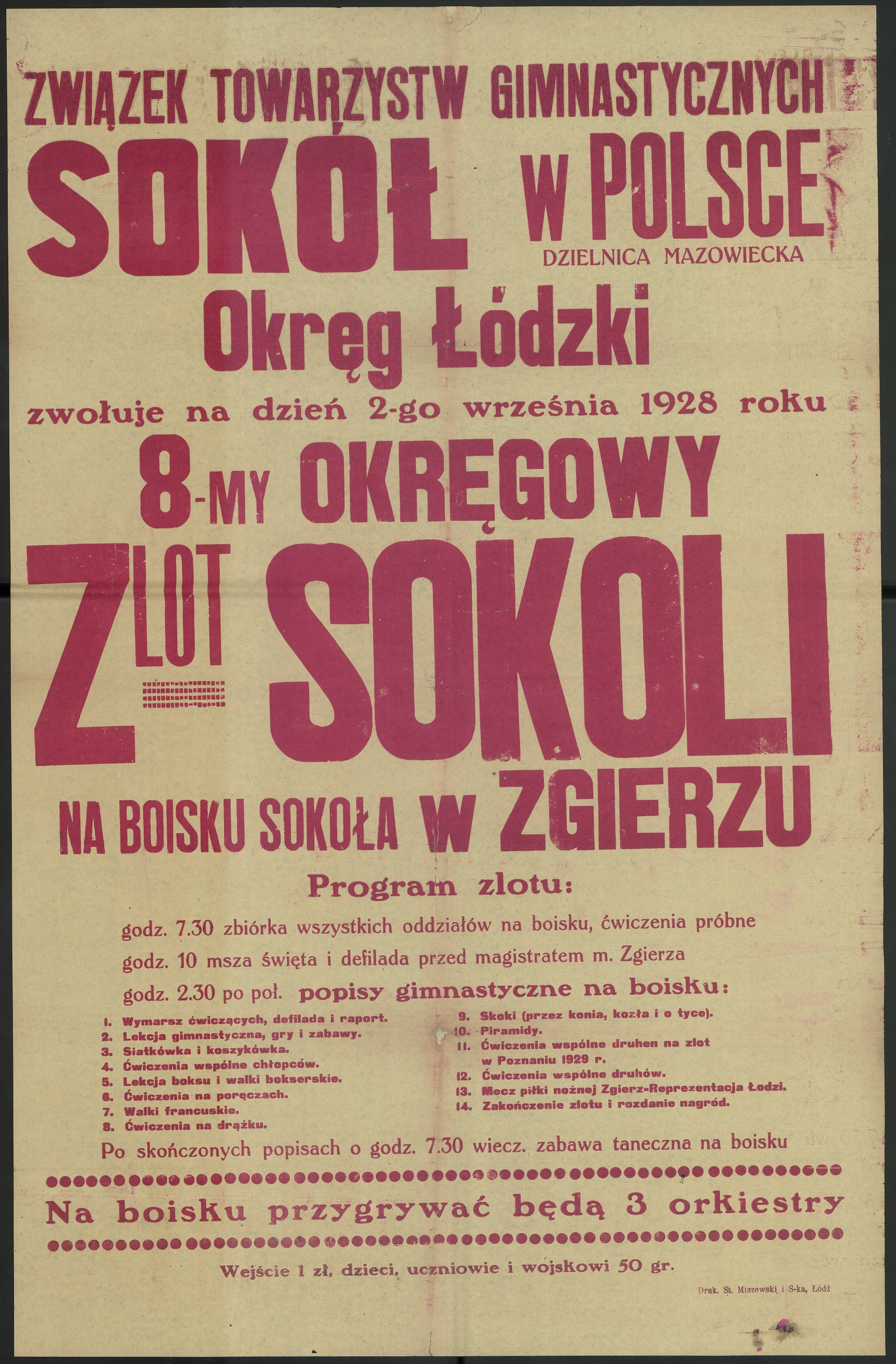
Plakat reklamujący imprezy sportowe w czasie łódzkiego okręgowego Zlotu Sokołów w Zgierzu w 1928 roku.

Jedną z pierwszych sportowych organizacji w Zgierzu był regionalny oddział Polskiego Towarzystwa Gimnastycznego „Sokół”.
Na terenie Zgierza znajduje się centrum sportu Stacja Nowa Gdynia ul. Sosnowa 1, m.in. z kompleksem basenowym, krytymi kortami tenisowymi i do squasha, kręgielnią, siłownią, restauracją i centrum hotelowo-konferencyjnym.
Ponadto miasto dysponuje innymi obiektami do uprawiania sportów:
- kompleks „Malinka” – kąpielisko, strzelnica golfowa, kompleks wielofunkcyjnych boisk, pump track, place zabaw, w tym wodny plac zabaw, zbiornik wodny z wypożyczalnią sprzętu oraz oświetlony stok narciarskim z wyciągiem[80],
- baseny pływackie w Szkole Podstawowej nr 7 (dawniej Gimnazjum nr 3 im. Adama Mickiewicza) przy ul. Leśmiana i Łaźni Miejskiej (Miejski Zakład Kąpielowy w Zgierzu) ul. Łęczycka 24,
- dwa stadiony piłkarskie:
  - Miejskiego Ośrodka Sportu i Rekreacji (dawniej KS Boruta) wraz z halą sportową i salą gimnastyczną (ul. Wschodnia 2),
  - Zgierskiego Klubu Sportowego „Włókniarz” (ul. Musierowicza).
- sztuczna ściana do wspinaczki,
- Wilcze doły – trasy do freeride’u zrobione własnoręcznie przez amatorów tego sportu,
- Park Linowy w Parku Miejskim, zarządzany przez MOSiR Zgierz.

## Polityka

### Władze miasta

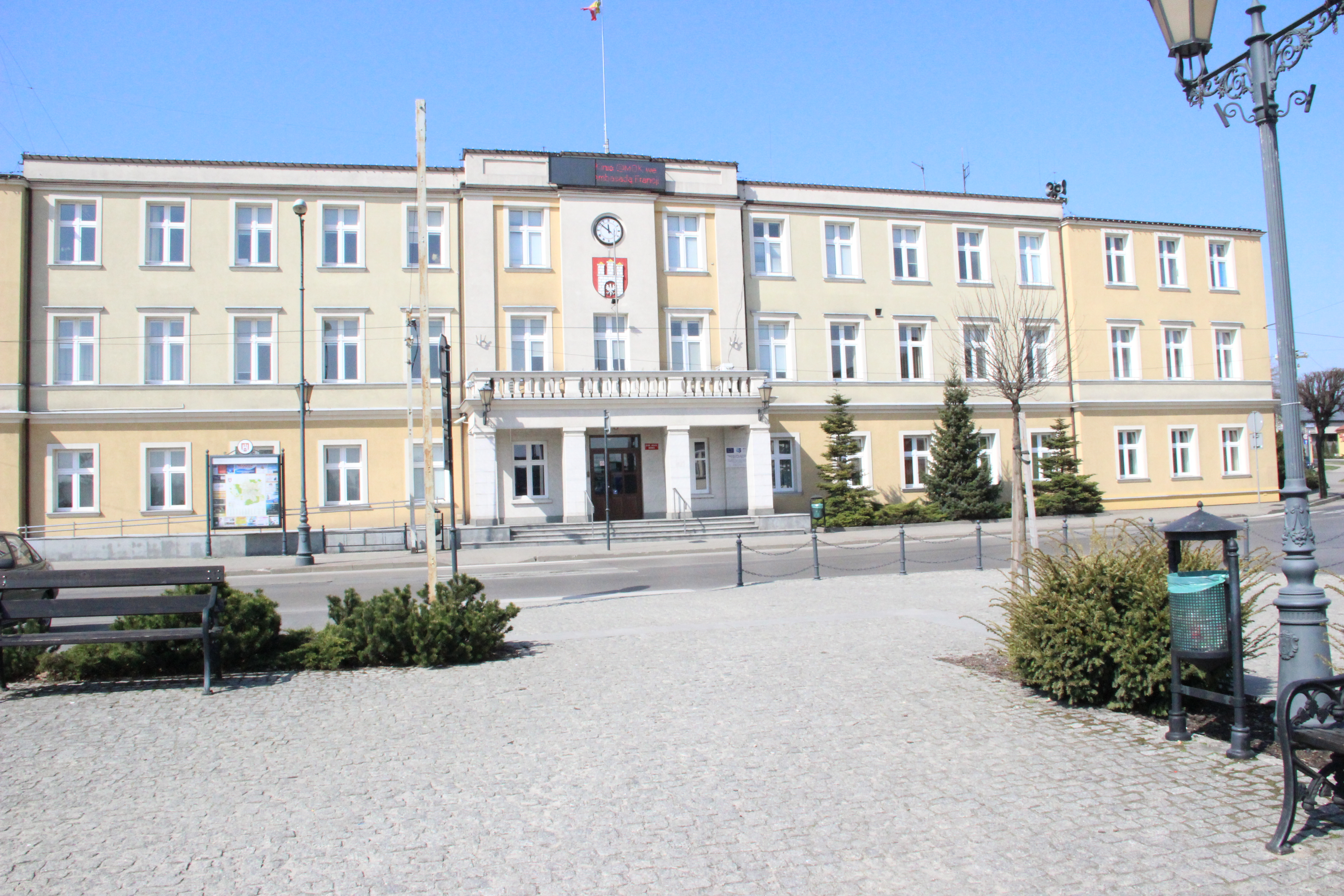
Budynek Urzędu Miasta Zgierz

Siedzibą Prezydenta Miasta Zgierza i Rady Miasta jest budynek Urzędu Miasta (wybudowany w 1847 r.) przy pl. Jana Pawła II 16. Obecnie prezydentem miasta jest Przemysław Staniszewski, pełniący kadencję od 2014 roku.

#### Prezydenci i burmistrzowie
| Imię i nazwisko               | nazwa funkcji            | od   | do   |
| ----------------------------- | ------------------------ | ---- | ---- |
| Samuel Grzegorzewski          | burmistrz miasta Zgierza | 1821 | 1829 |
| Samuel Grzegorzewski          | prezydent miasta Zgierza | 1829 | 1837 |
| Andrzej Borodzicz             | prezydent miasta Zgierza | 1837 | 1841 |
| Alojzy Skalski                | prezydent miasta Zgierza | 1841 | 1845 |
| Michał Blumenfeld             | prezydent miasta Zgierza | 1848 | 1860 |
| (?) Styczenko                 | prezydent miasta Zgierza | ?    | ?    |
| Władysław Pieńkowski          | prezydent miasta Zgierza | 1878 | 1882 |
| Edward Ślósarski              | prezydent miasta Zgierza | 1883 | 1890 |
| Henryk Strzałkowski           | prezydent miasta Zgierza | 1890 | 1890 |
| Wincenty Łuszkiewicz          | prezydent miasta Zgierza | 1890 | 1899 |
| Edmund Fryze                  | prezydent miasta Zgierza | 1899 | 1906 |
| August Sokołek                | prezydent miasta Zgierza | 1906 | 1912 |
| Józef Bortnowski              | prezydent miasta Zgierza | 1912 | 1914 |
| Jakub Stübel                  | burmistrz miasta Zgierza | 1915 | 1916 |
| (?) Warnack                   | burmistrz miasta Zgierza | 1916 | 1916 |
| (?) Lober                     | burmistrz miasta Zgierza | 1916 | 1918 |
| (?) Rauscher                  | burmistrz miasta Zgierza | 1918 | 1918 |
| Oskar Gerlicz                 | burmistrz miasta Zgierza | 1918 | 1918 |
| Jan Margoński                 | burmistrz miasta Zgierza | 1918 | 1919 |
| Jan Świercz                   | burmistrz miasta Zgierza | 1919 | 1933 |
| Jan Świercz                   | prezydent miasta Zgierza | 1933 | 1936 |
| Henryk Jankowski              | prezydent miasta Zgierza | 1936 | 1937 |
| Jan Świercz                   | prezydent miasta Zgierza | 1937 | 1939 |
| Stanisław Aleksander Metelski | prezydent miasta Zgierza | 1945 | 1950 |
| Jan Maciej Czajkowski         | prezydent miasta Zgierza | 1990 | 1998 |
| Zbigniew Zapart               | prezydent miasta Zgierza | 1998 | 2002 |
| Karol Maśliński               | prezydent miasta Zgierza | 2002 | 2006 |
| Jerzy Sokół                   | prezydent miasta Zgierza | 2006 | 2010 |
| Iwona Wieczorek               | prezydent miasta Zgierza | 2010 | 2014 |
| Przemysław Staniszewski       | prezydent miasta Zgierza | 2014 | 2018 |
| Przemysław Staniszewski       | prezydent miasta Zgierza | 2018 | –    |

Przewodniczącym Rady jest Łukasz Wróblewski. Miasto jest członkiem Związku Miast Polskich.
W mieście znajduje się także siedziba starostwa powiatu zgierskiego oraz wiejskiej gminy Zgierz.

### Parlamentarzyści
Zgierz wchodzi w skład sieradzkiego okręgu wyborczego.
Posłowie na Sejm RP IX kadencji posiadający podstawowe biura poselskie w mieście: Agnieszka Hanajczyk (PO) i Marek Matuszewski (PiS). W Zgierzu filię biura poselskiego ma poseł Paweł Bejda (PSL) oraz biura senatorskiego ma senator X kadencji Przemysław Błaszczyk (PiS).

## Garnizon Zgierz
Garnizon Zgierz z siedzibą w Zgierzu obejmuje miasto Zgierz i gminę Zgierz.
Byłe i obecne jednostki wojskowe stacjonujące w Zgierzu:
- przed 1918 rokiem
  - 2 Brygada Artylerii w składzie 2 Dywizji Piechoty 23 Korpusu Armijnego Imperium Rosyjskiego
- po 1918 roku
  - 10 batalion pancerny
    - 41 samodzielna kompania czołgów rozpoznawczych
    - 42 samodzielna kompania czołgów rozpoznawczych
- po 1945 roku
  - 10 szkolny pułk telefoniczno-telegraficzny (1945-1950)
  - 2 pułk budownictwa łączności (1971-1993)od 1990 r. 2 wojskowy zakład budownictwa łączności, rozformowany w 1993 r.
  - 3 (samodzielny) pułk artylerii przeciwlotniczej, od 1967 r. 77 pułk artylerii przeciwlotniczej
  - 5 samodzielny batalion radiotechniczny, od 1964 r. 5 batalion rozpoznania radiolokacyjnego, od 1968 r. 5 batalion radiotechniczny, od 1973 r. 5 pułk radiotechniczny, od 1998 r. we WLOP przeformowany w manewrowy batalion radiotechniczny. W 2007 r. rozformowany.
  - Oficerska Szkoła Łączności (1945)
  - Oficerska Szkoła Polityczna (1945-1955)
  - 31 Wojskowy Oddział Gospodarczy (obecnie)
  - 91 Batalion Lekkiej Piechoty Wojsk Obrony Terytorialnej (obecnie)[88]

W Zgierzu zlokalizowana była Wojskowa Komenda Uzupełnień, obejmująca zasięgiem działania powiaty: łęczycki, poddębicki i zgierski zlikwidowana w 2011 r.

## Osoby związane ze Zgierzem

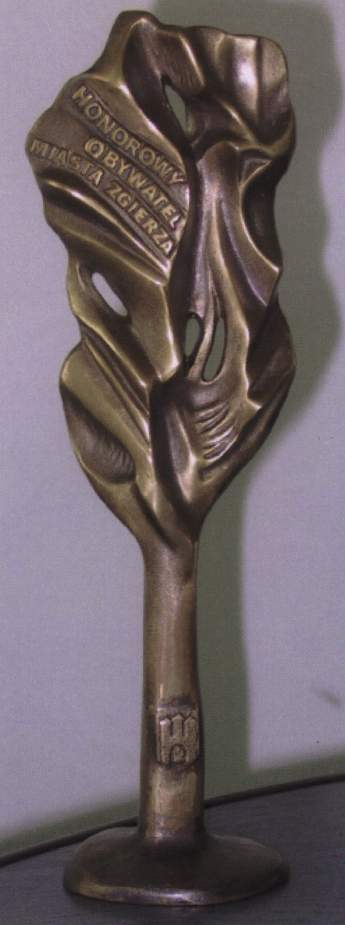
Statuetka „Honorowy Obywatel Miasta Zgierza”

### Honorowi obywatele
Tytuł Honorowy Obywatel Miasta Zgierza został ustanowiony w 2000, a nadany po raz pierwszy w 2002 r. Tytuł nadaje Rada Miasta osobom fizycznym, które nie są mieszkańcami miasta Zgierza za szczególny wkład wniesiony w rozwój i kształtowanie pozycji miasta Zgierza w skali kraju i na forum międzynarodowym. Nadanie tytułu wiąże się z wręczeniem okolicznościowej statuetki i dyplomu. Od 2007 r. tytuł w danym roku może być nadany tylko jednej osobie.
Poniżej w kolejności chronologicznej wymienione są osoby, które otrzymały tytuł „Honorowy Obywatel Miasta Zgierza”.
- Zdzisława Kotulska-Hofmokl (23 maja 2002 r.)
- Marian Glinkowski (23 maja 2002 r.)
- Wanda Chotomska (24 kwietnia 2003 r.)
- Dawid Krystian Ber (29 kwietnia 2004 r.)
- Leszek Rózga (29 kwietnia 2004 r.)
- Adam Biela (28 kwietnia 2006 r.)
- Maciej Kozłowski (28 kwietnia 2006 r.)
- Wiesław Olender (28 kwietnia 2006 r.)
- Jerzy Dzik (24 kwietnia 2008 r.)
- Henryk Leszczyński (26 marca 2009 r.)
- Witold Świętosławski (25 marca 2010 r.)
- Weronika Fabiańska (30 kwietnia 2008 r.)
- ks. Tadeusz Isakowicz-Zaleski (29 marca 2012)[90]

## Sąsiednie gminy
- Aleksandrów Łódzki,
- Łódź (miasto na prawach powiatu),
- Zgierz (gmina wiejska).

## Zgierskie serwisy i portale internetowe
- miasto.zgierz.pl (oficjalny miejski infoserwis)
- ezg.info.pl
- zgierz.dbv.pl
- TuZgierz.pl
- https://zgierz.naszemiasto.pl/
- https://www.facebook.com/MiastoZgierz/?locale=pl_PL
- www.karta.miasto.zgierz.pl (do wyrobu karty mieszczanina)